# Военно-промышленный комплекс Франции

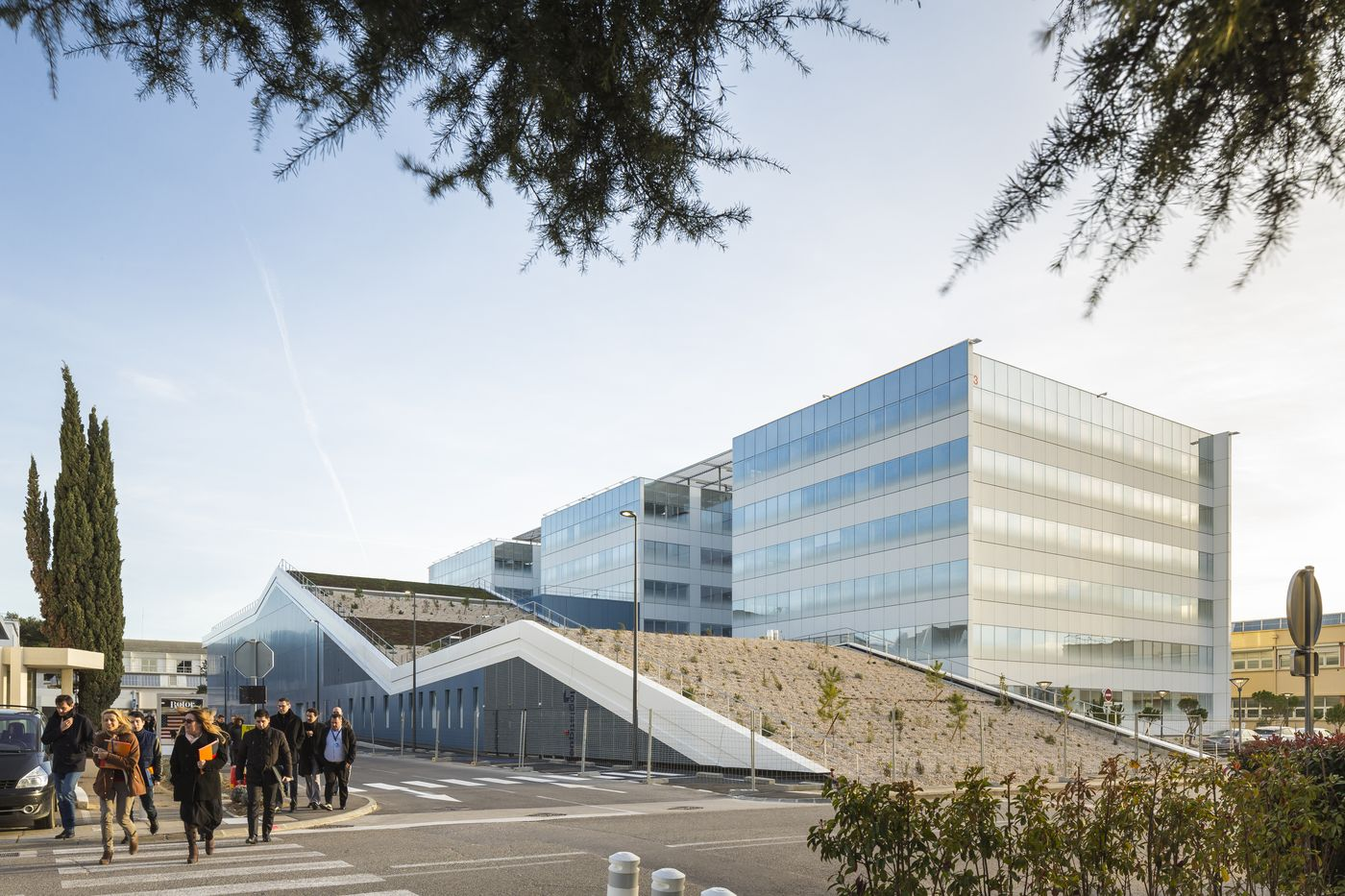
Исследовательский центр Airbus Helicopters в Мариньяне

Военно-промышленный комплекс Франции — отрасль французской экономики, которая разрабатывает, испытывает, производит, ремонтирует и утилизирует боевую технику, военное снаряжение, боевые припасы, средства связи и другое оборудование военного назначения.
По состоянию на 2023 год Франция входила в первую десятку стран мира по размеру военных расходов (61,3 млрд долларов), а также в первую пятёрку стран мира по объёму военного экспорта, уступая лишь США, Германии и КНР. Военно-промышленный комплекс Франции насчитывает около 4 тыс. компаний, включая 600 экспортёров; в оборонном секторе страны занято около 400 тыс. человек, включая 165 тыс. прямых рабочих мест в военной промышленности. ВПК Франции составляет более 25 % всех европейских военных мощностей.

## История

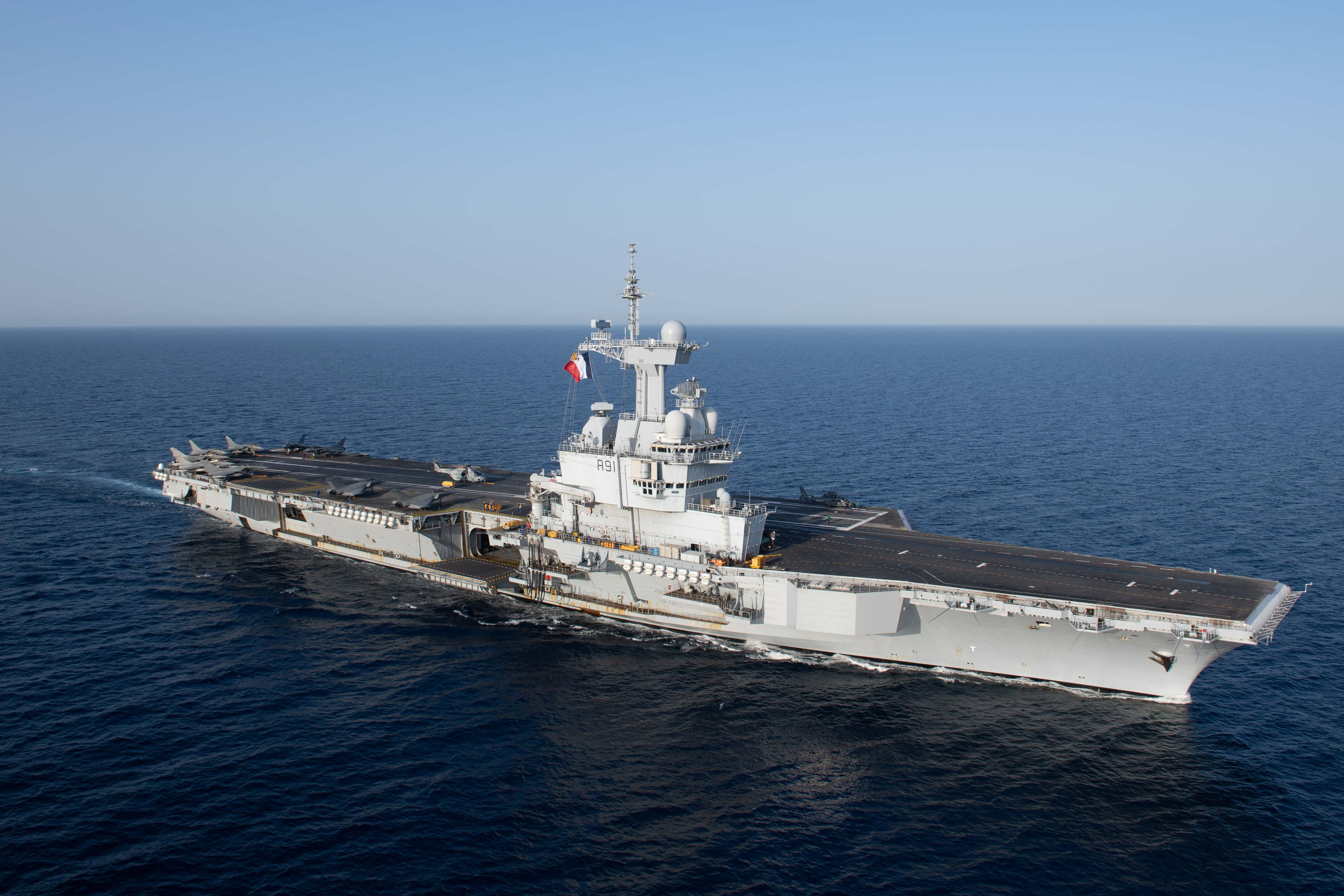
Авианосец «Шарль де Голль»

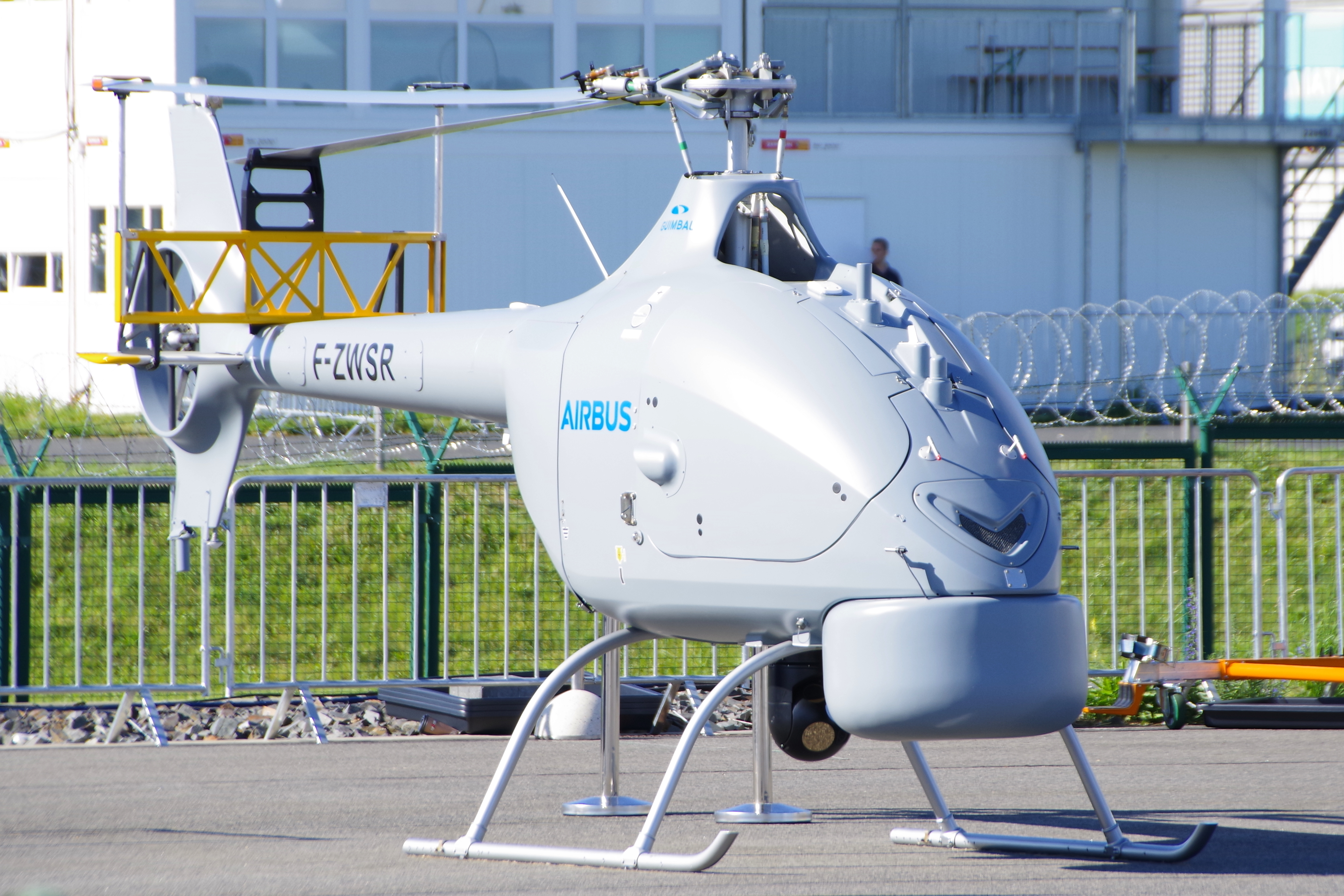
Беспилотный вертолёт Airbus Helicopters VSR700

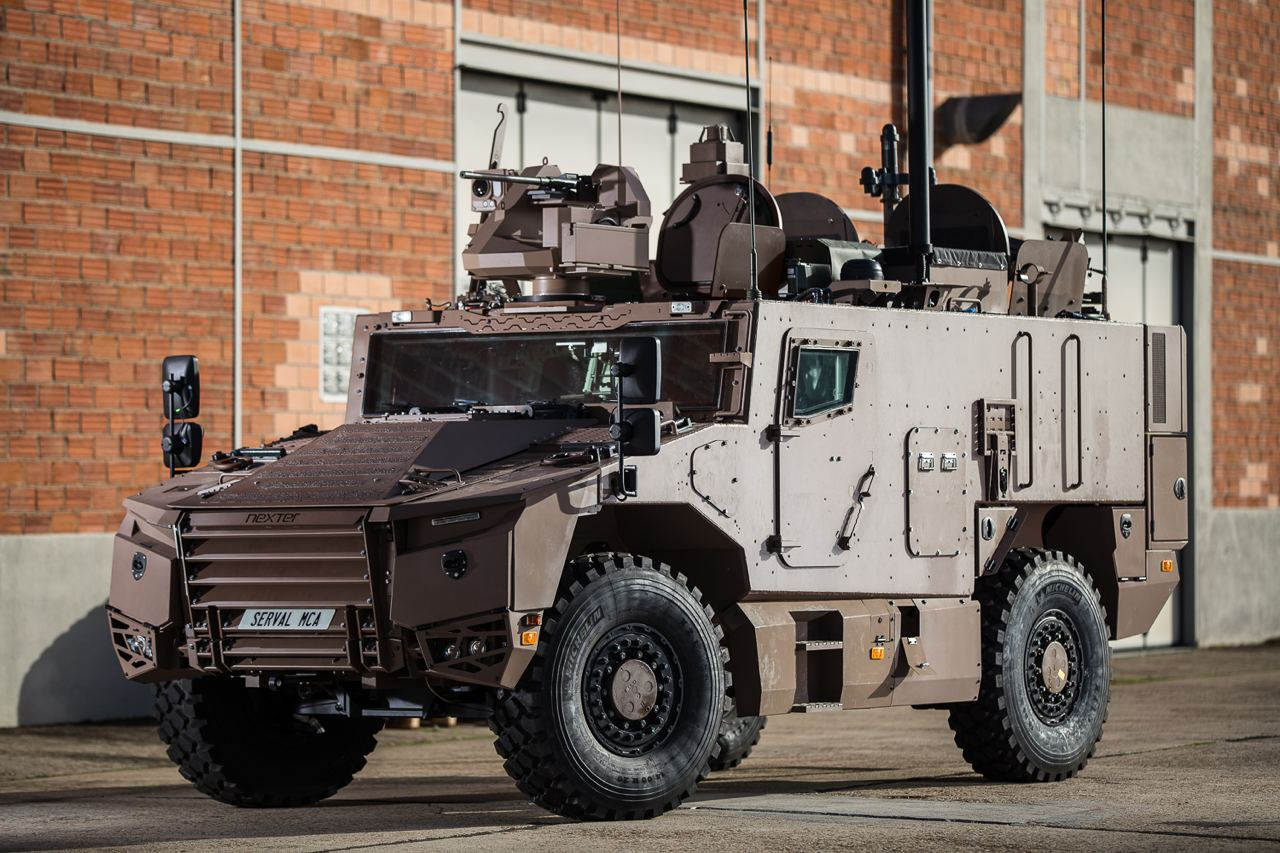
Бронемашина Serval

В 2000 году электротехническая компания Thomson-CSF приобрела британскую оборонную фирму Racal Electronics, после чего сменила название на Thales. В 2001 году ракетные активы компаний EADS, Finmeccanica и BAE Systems (включая французские компании Euromissile, Aerospatiale Matra Missiles и Matra BAE Dynamics, а также итальянскую компанию Alenia Marconi Systems) были объединены в группу MBDA.
В 2005 году производитель авиационных и ракетных двигателей Snecma и производитель электроники и средств связи SAGEM объединились в военно-промышленную группу Safran. Также в 2005 году вокруг Тулузы был основан промышленный кластер авиации, космонавтики и электроники Aerospace Valley. В 2014 году компания EADS была преобразована в Airbus Group, в состав которой вошли дочерние компании Airbus Defence and Space и Airbus Helicopters (в состав Airbus Defence and Space, в свою очередь, влились компании Airbus Military, EADS Astrium и EADS Cassidian, а Airbus Helicopters была сформирована на основе активов компании Eurocopter).
В 2015 году в результате слияния компаний Nexter (Франция) и Krauss-Maffei Wegmann (Германия) образовалась группа KNDS. В 2016 году производитель авиационных и танковых двигателей Turboméca был переименован в Safran Helicopter Engines, производитель трансмиссий Hispano-Suiza — в Safran Transmission Systems, производитель оптоэлектроники и авионики Sagem Défense Sécurité — в Safran Electronics & Defense, а производитель электропроводки Labinal Power Systems — в Safran Electrical & Power. В 2017 году судостроительная компания DCNS сменила название на Naval Group. В 2018 году производители бронетехники и грузовых автомобилей Renault Trucks Defense и Panhard Defense объединились в компанию Arquus, а группа Safran поглотила производителя авиатехники Zodiac Aerospace.
После вторжения России в Украину военная промышленность Франции получила новый импульс и значительно увеличила объёмы производства оружия и боеприпасов. В 2022 году в результате слияния активов Airbus и Stelia Aerospace была создана компания Airbus Atlantic; в 2023 году Safran Electrical & Power приобрела подразделение авиационных электросистем компании Thales. В 2024 году компания Nexter была переименована в KNDS France, а производитель бронетехники Arquus вошёл в состав бельгийской группы John Cockerill Defense.

## Крупнейшие компании

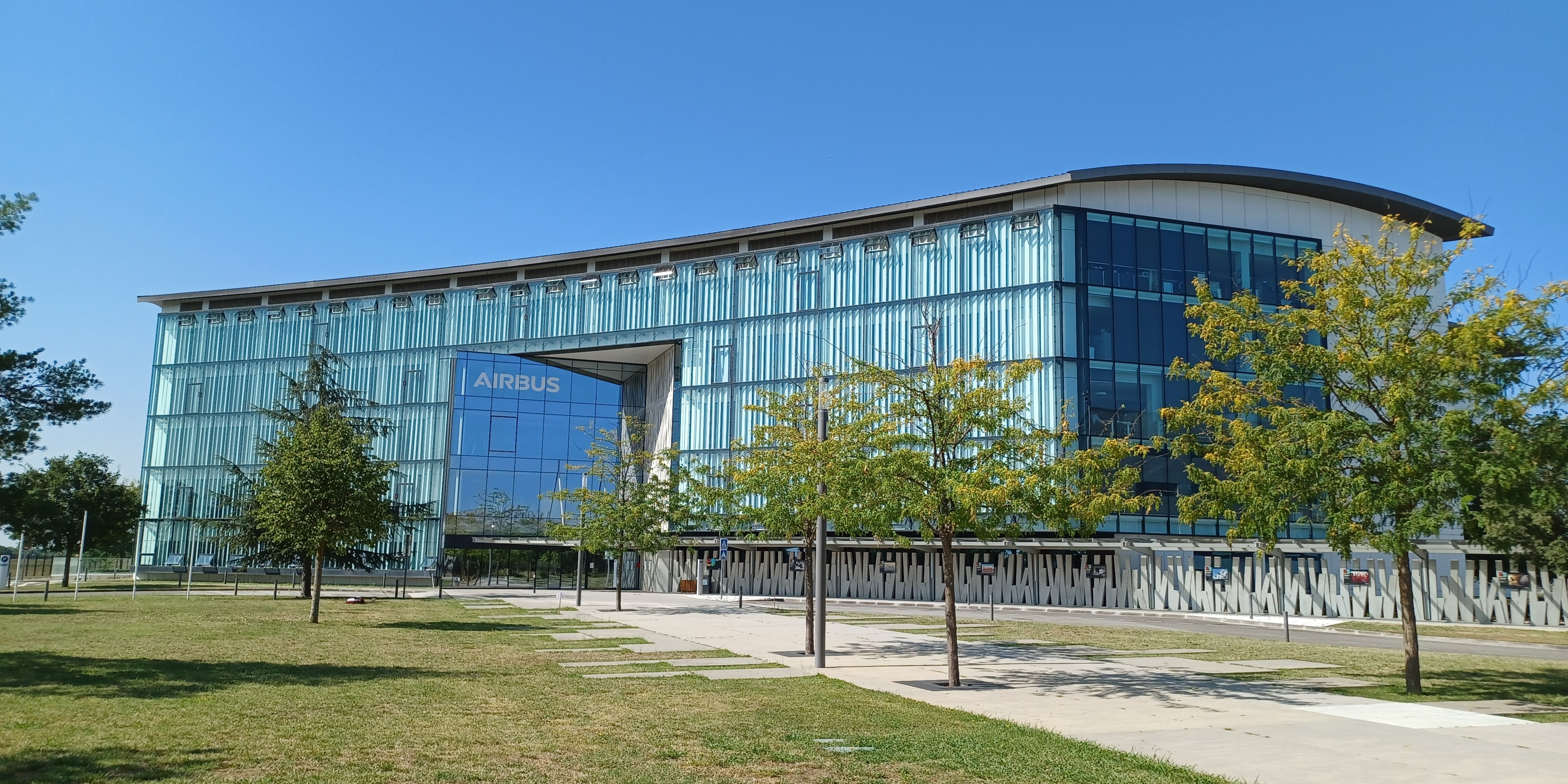
Штаб-квартира Airbus Group в Бланьяке

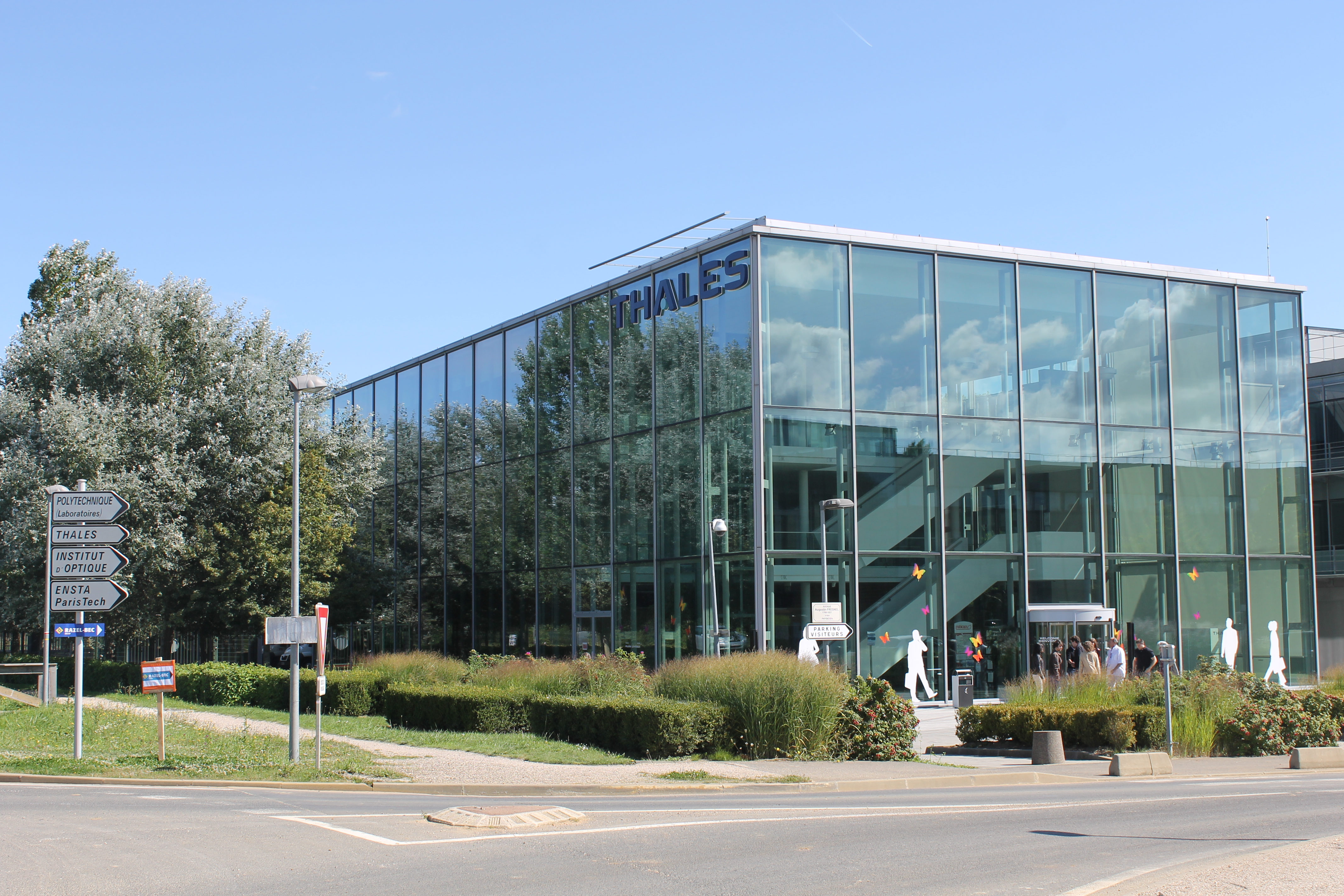
Исследовательский центр Thales в Палезо

По состоянию на 2022 год к числу крупнейших военно-промышленных компаний Франции относились:
- Airbus Group (12,09 млрд долл.)
- Thales (9,42 млрд долл.)
- Dassault Aviation (5,07 млрд долл.)
- Naval Group (4,53 млрд долл.)
- MBDA (4,38 млрд долл.)
- Safran (4,2 млрд долл.)
- KNDS (3,2 млрд долл.)
- CEA (2,79 млрд долл.)

Во многих военных компаниях страны имеется значительная доля французского государственного капитала; например, в Naval Group она составляет 62,25 %, в KNDS — 50 %, в Thales — 26,06 %, в Safran — 11,23 %, в Airbus Group — 10,83 %. Также для компаний ВПК характерно взаимное переплетение капиталов; например, крупным акционером MBDA является Airbus (37,5 %); крупным акционером Naval Group — Thales (35 %); крупным акционером Thales — Dassault Aviation (26,05 %); крупным акционером Dassault Aviation — Airbus (10,53 %).
Между крупными французскими оборонными компаниями имеется тесная научно-технологическая и производственная кооперация. Также многие компании Франции тесно сотрудничают с зарубежными компаниями ВПК, включая BAE Systems и Rolls-Royce (Великобритания), Leonardo (Италия), RTX Corporation, Boeing, Lockheed Martin и GE Aerospace (США), Saab (Швеция) и Embraer (Бразилия).

## Авиационная промышленность

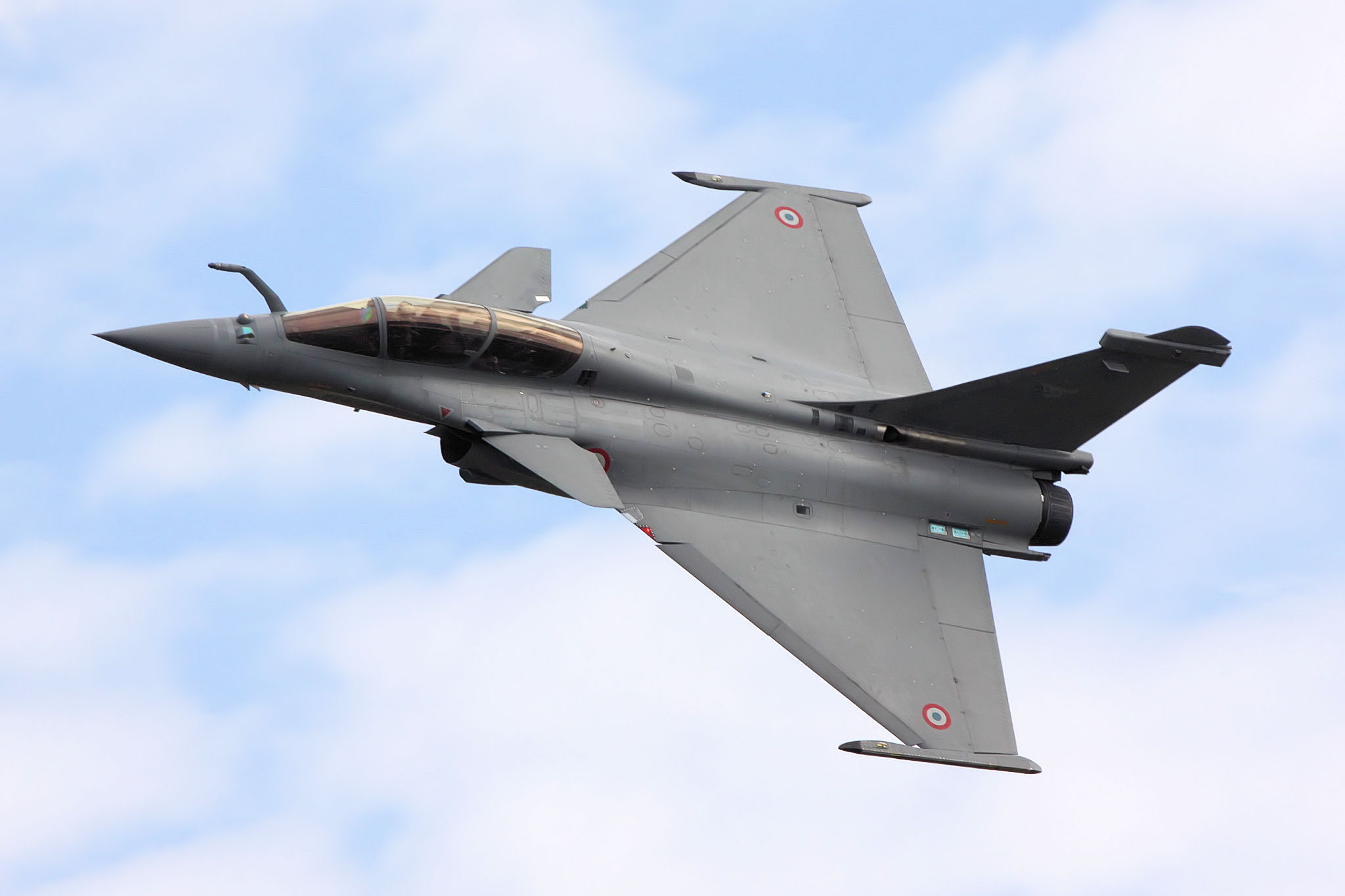
Многоцелевой истребитель Rafale

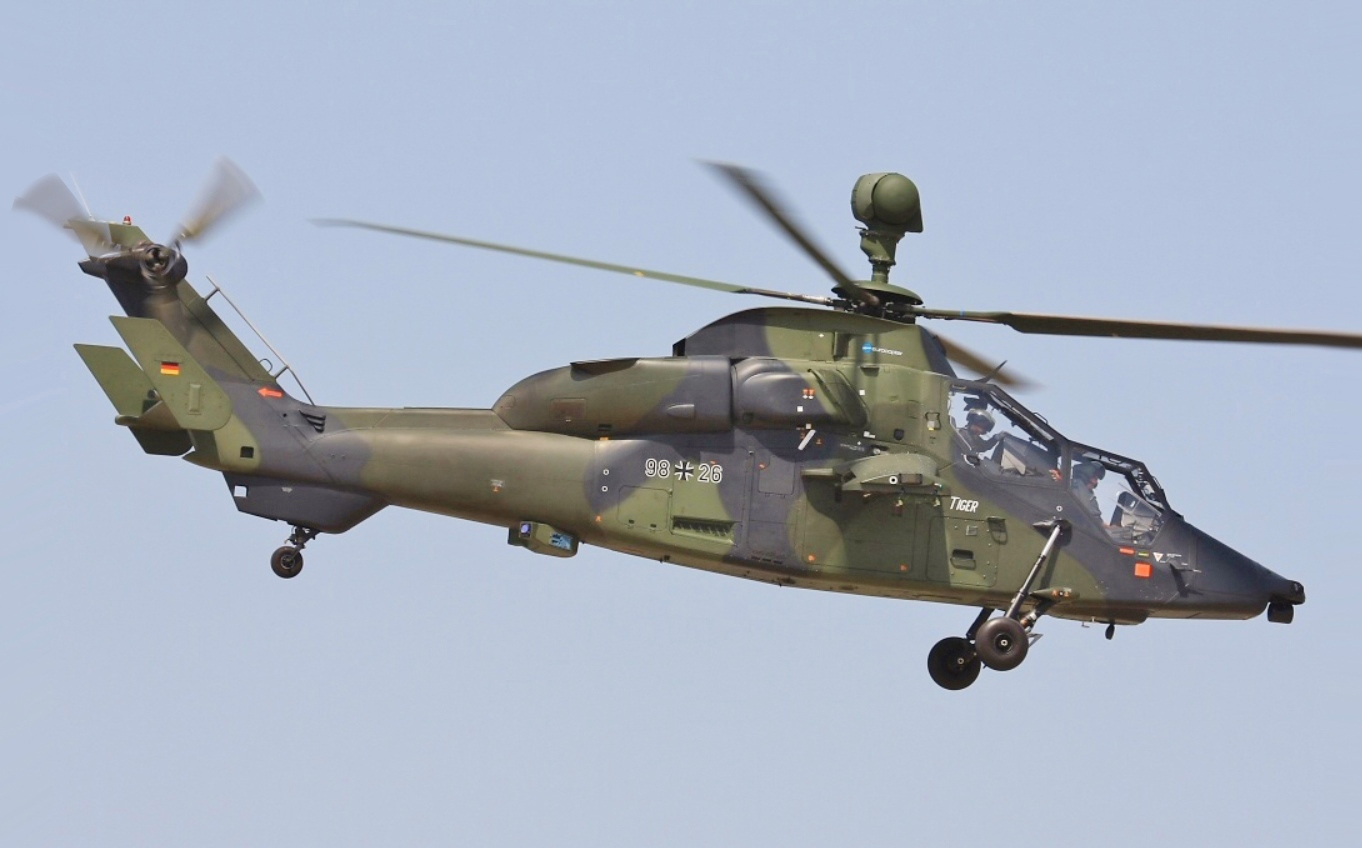
Ударный вертолёт Tiger

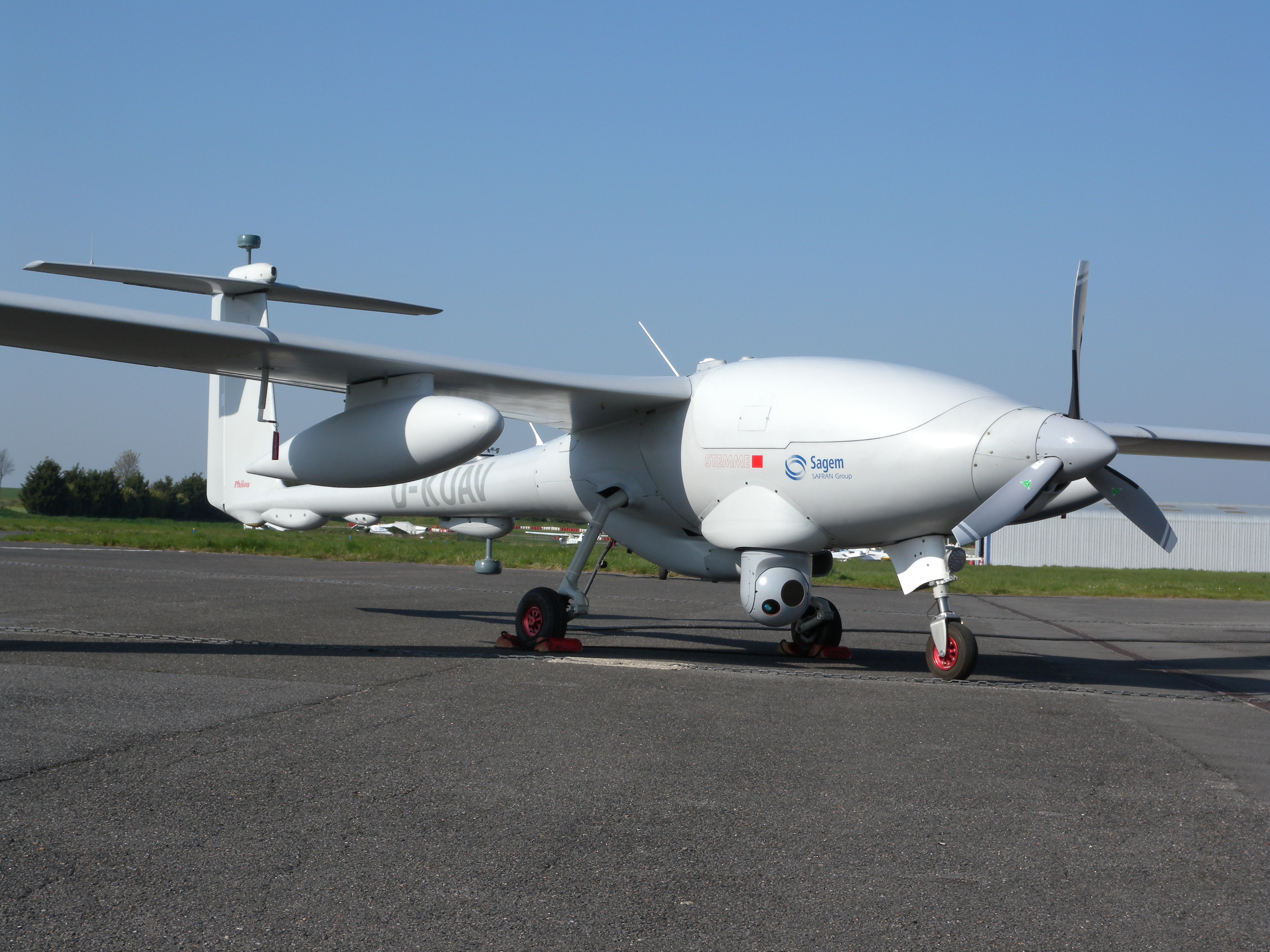
Разведывательный дрон Patroller

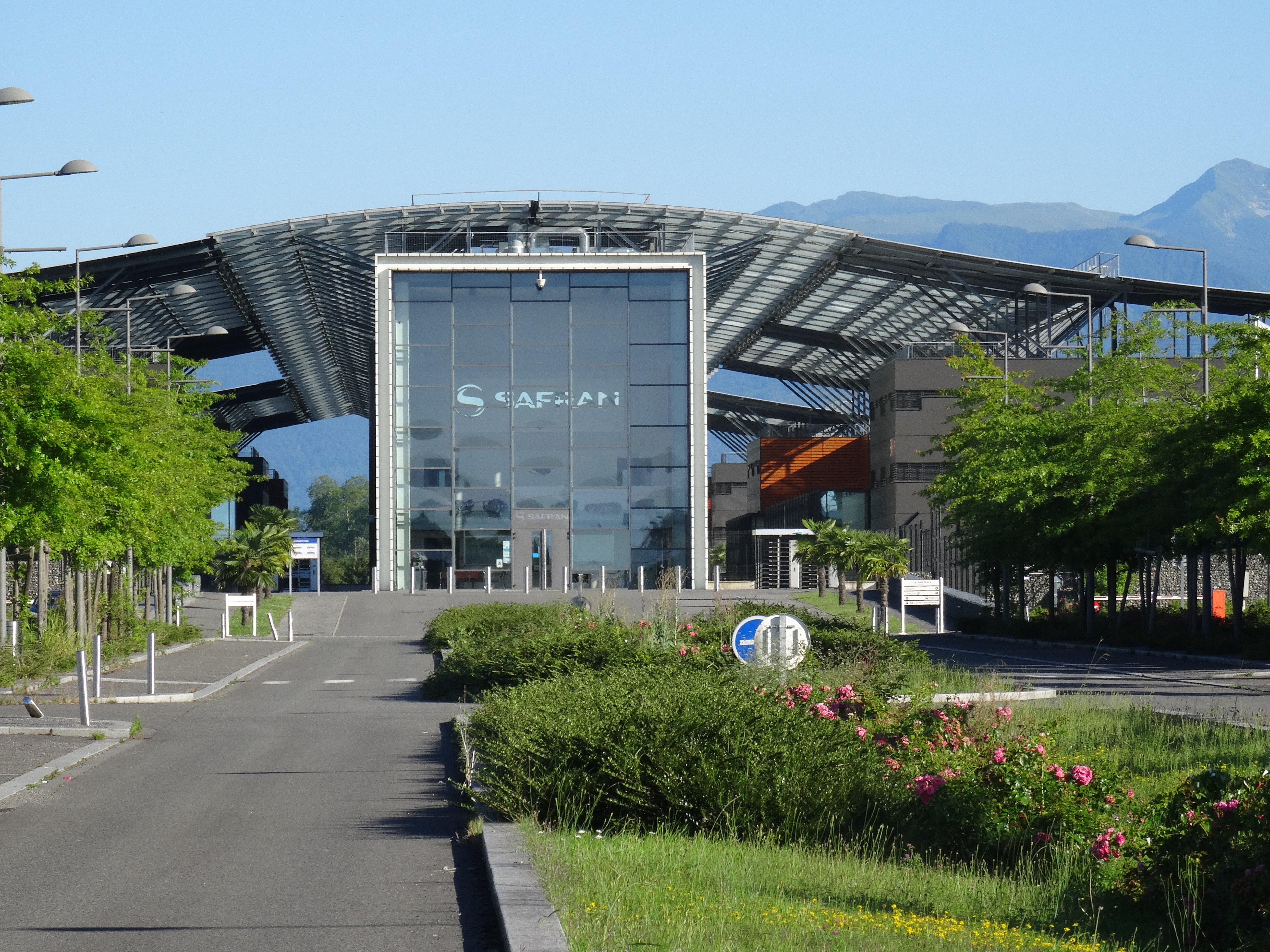
Штаб-квартира Safran Helicopter Engines в Борде

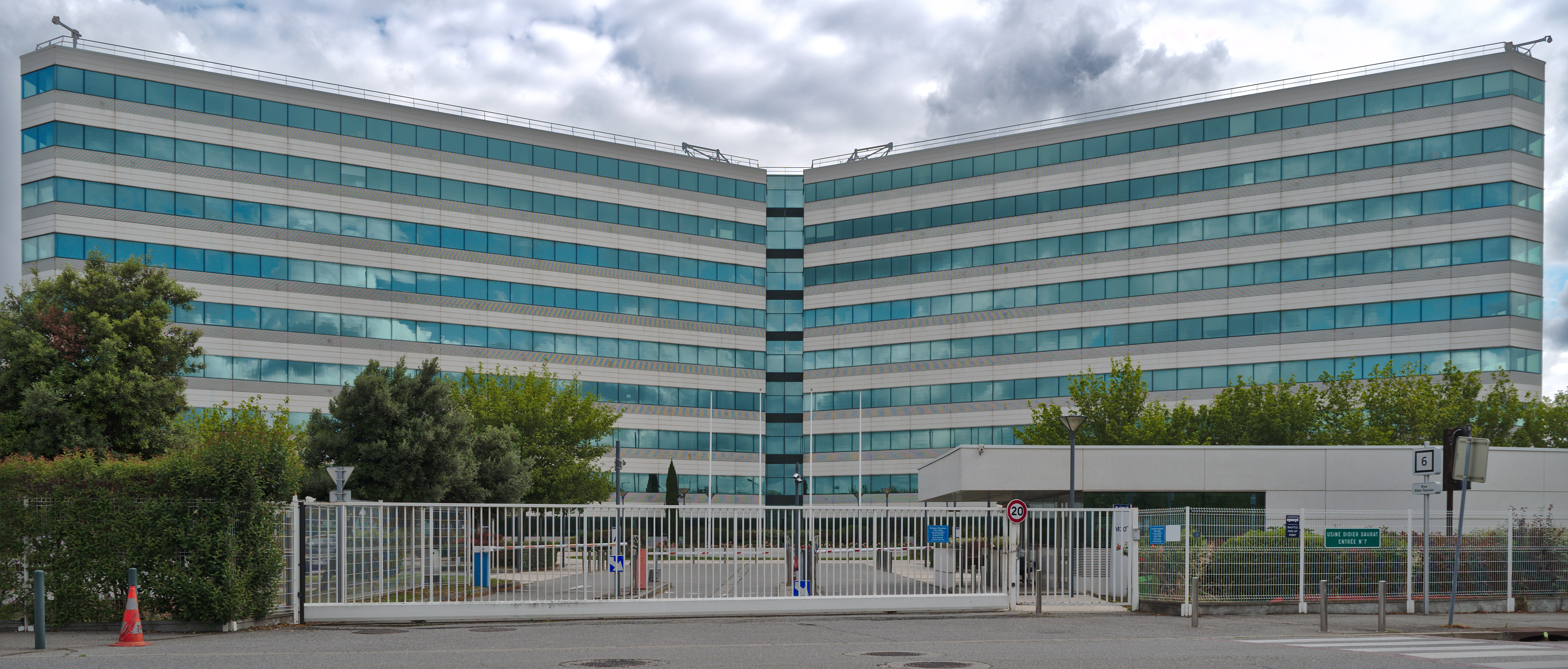
Офисный комплекс Airbus Group в Бланьяке

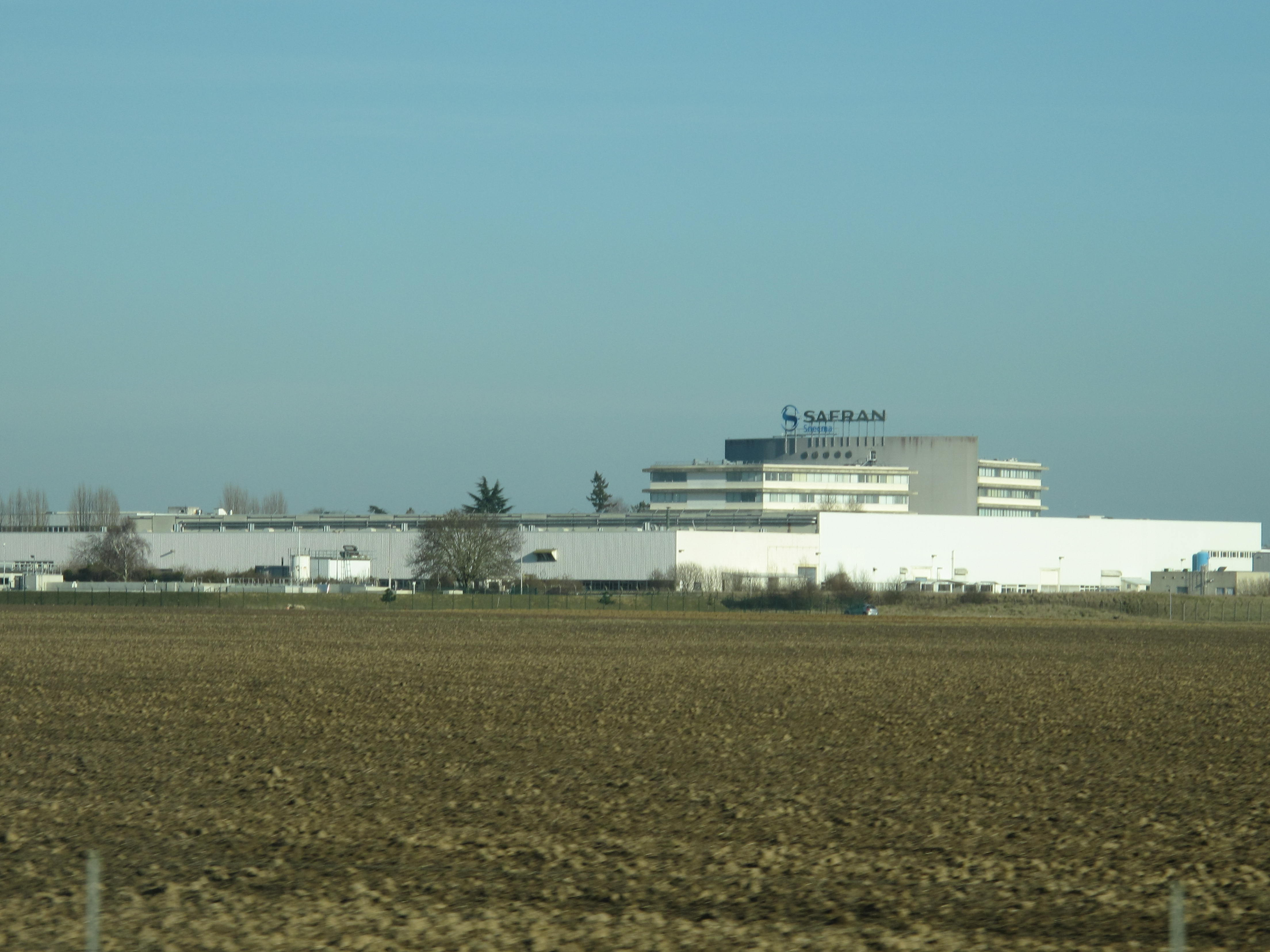
Завод Safran Aircraft Engines в Монтеро-сюр-ле-Жаре

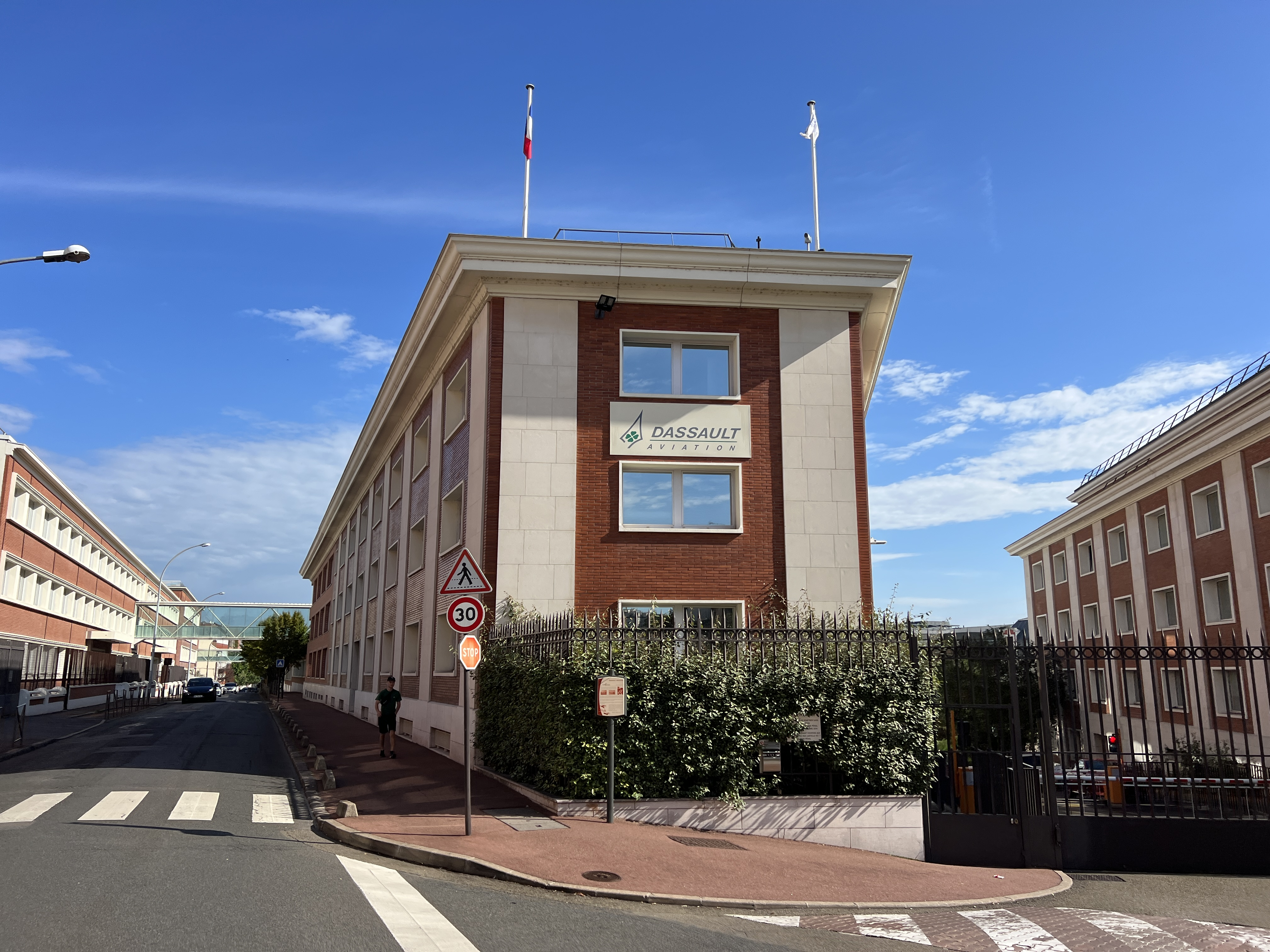
Офисный комплекс Dassault Aviation в Сен-Клу

Авиационная промышленность является крупнейшим экспортёром французского ВПК. Ключевыми компаниями авиационного сектора являются Airbus Defence and Space, Airbus Helicopters, Airbus Atlantic, Dassault Aviation и Safran. Первые три компании входят в состав холдинга Airbus Group (штаб-квартира в Бланьяке, пригороде Тулузы), а Dassault Aviation — в состав частного конгломерата Dassault Group.
- Компания Dassault Aviation (штаб-квартира в Париже) насчитывает более 13,1 тыс. сотрудников[10]; заводы расположены в Мериньяке, Аржантёе, Англете, Аргонэ[фр.], Мартиньяс-сюр-Жаль[фр.], Секлене и Пуатье, исследовательский центр — в Сен-Клу, центр испытаний и сертификации — в Истре, центр огневых испытаний истребителей — на авиабазе Казо[фр.]. Компания производит многоцелевые истребители Rafale, патрульные самолёты ВМС, разведывательные и ударные дроны Neuron и Eurodrone[фр.], беспилотные мишени Mirage 100, а также авиационное стекло[11].
  - Компания Sogitec Industries (подразделение Dassault Aviation) на предприятиях в Сюрене, Мериньяке и Брюзе производит авиационное оборудование и программное обеспечение, включая симуляторы, тренажёры, крылья, лопасти и системы обработки изображений[12].
- Компания Airbus Defence and Space (штаб-квартира расположена в Тауфкирхене, пригороде Мюнхена, офис французского подразделения — в Тулузе)[13] производит комплектующие к военно-транспортным самолётам A400M Atlas и C-295, самолётам-заправщикам A330 MRTT, истребителям Eurofighter Typhoon, разведывательным дронам Harfang и Eurodrone[фр.], а также навигационное оборудование.
- Компания Airbus Helicopters производит на заводах в Мариньяне и Дюньи[фр.] ударные вертолёты Tiger, многоцелевые вертолёты NH90, H160M Guépard[фр.] и H145, транспортные вертолёты H225M и H215, полицейские вертолёты H155[фр.], разведывательные дроны VSR700[14][15].
  - Компания NHIndustries[фр.] (совместное предприятие Airbus Helicopters, итальянской группы Leonardo и нидерландской компании Fokker Technologies[англ.] со штаб-квартирой в Экс-ан-Провансе) координирует производство многоцелевых военных вертолётов NH90[16].
- Компания Airbus Atlantic[фр.] (подразделение Airbus Group со штаб-квартирой в Рошфоре) на заводах в Меольте[фр.], Рошфоре, Сен-Назере, Нанте, Бугне, Монтуар-де-Бретань и Мериньяке производит авиационные комплектующие; исследовательский центр компании расположен в Тулузе.
  - Дочерняя компания Airbus Atlantic Composites (штаб-квартира в Салоне[фр.]) производит авиационные комплектующие, в том числе детали двигателей[17].

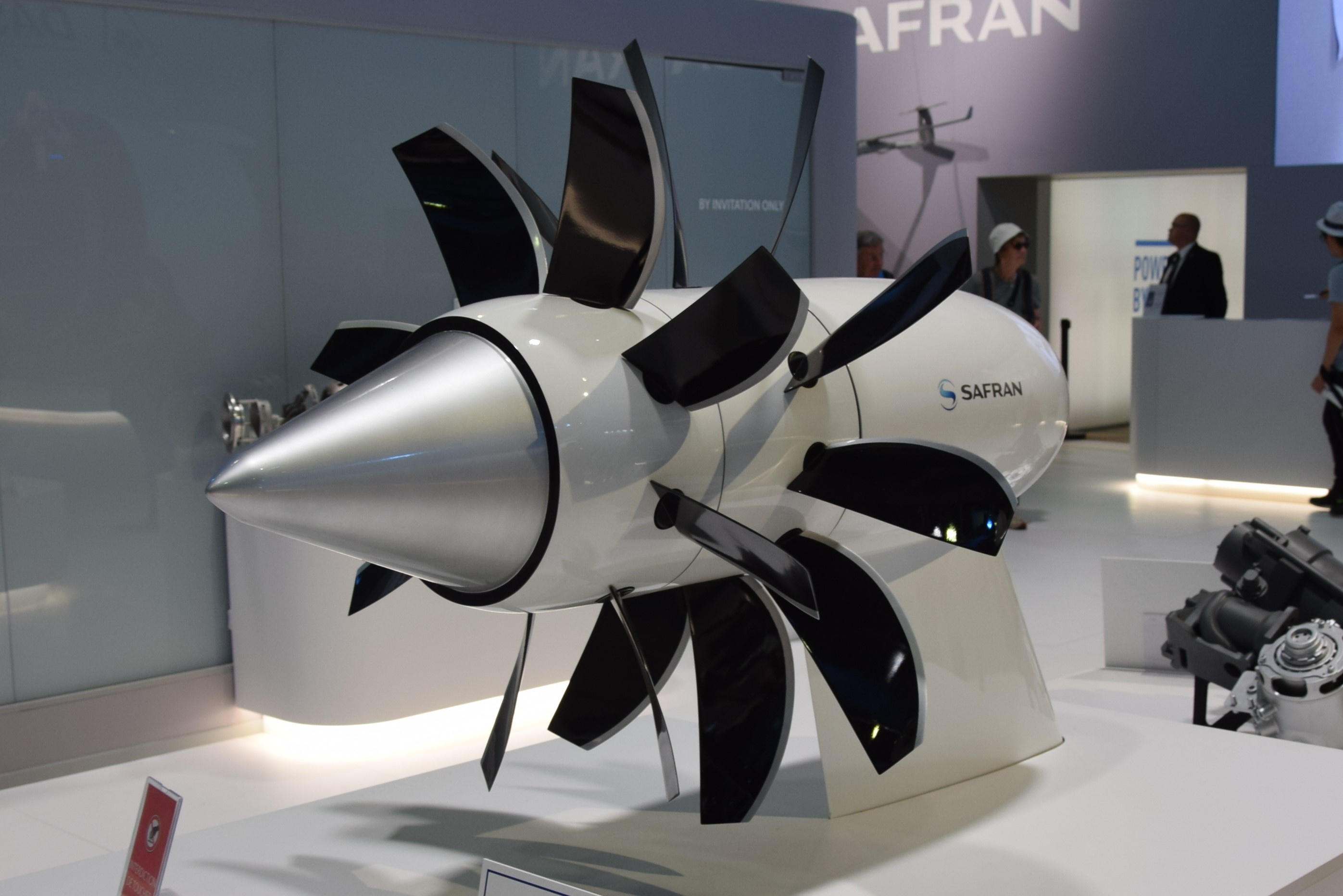
Авиадвигатель Safran

- Компания Safran (штаб-квартира в Париже) насчитывает более 87 тыс. сотрудников[18]; она производит двигатели для самолётов, вертолётов и дронов, посадочные и тормозные системы, гондолы, разведывательные дроны, навигационные системы и композитные материалы.
  - Компания Safran Aircraft Engines (штаб-квартира в Эври-Куркуронне[фр.]) производит авиационные двигатели и детали к ним на заводах в Монтеро-сюр-ле-Жаре[фр.], Эври-Куркуронне, Корбей-Эсоне, Женвилье и Ле-Крёзо, а также обслуживает и ремонтирует двигатели на заводах в Шательро, Монтеро-сюр-ле-Жаре и Сен-Кантен-ан-Ивелине[фр.]; испытательный центр компании расположен в Истре[19].
  - Компания Safran Helicopter Engines[фр.] (штаб-квартира в Борде) производит двигатели для вертолётов и дронов, а также детали к ним на заводах в Борде, Тарносе и Бюшле[фр.][20].
  - Компания Safran Electronics & Defense[фр.] (штаб-квартира в Булонь-Бийанкуре)[21] производит разведывательные дроны Patroller[фр.] и Sperwer, авиационные комплектующие, в том числе навигационные системы, системы управления полётами, гиростабилизированные системы наблюдения и тепловизоры для вертолётов и самолётов, а также системы управления двигателей.
  - Компания Safran Landing Systems[фр.] (штаб-квартира в Велизи-Виллакубле[фр.]) на заводах в Мольсеме, Вийёрбане, Бидосе и Нексоне[фр.] производит авиационные комплектующие, в том числе шасси, тормозные системы, системы рулевого управления и фильтрации, насосы[22].
  - Компания Safran Nacelles[фр.] (штаб-квартира в Гонфревиль-л’Орше) на заводах в Понт-Одеме, Маньи-ле-Амо[фр.], Флоранже[фр.] и Коломье производит гондолы для авиадвигателей, системы безопасности, электронные компоненты и другое авиационное оборудование[23].
  - Компания Safran Transmission Systems[фр.] (штаб-квартира в Париже) на заводе в Коломбе производит трансмиссии для авиационной и космической техники[24].
  - Компания Safran Ceramics[фр.] (штаб-квартира в Ле-Аяне[фр.]) на заводах в Ле-Аяне и Бордо производит термоструктурные композиты и композиты с керамической матрицей для авиационной и ракетной техники, в том числе детали двигателей и тормозных систем.
  - Компания Safran Aerosystems производит гидравлическое, воздушное и электрическое оборудование на заводах в Шатодёне и Сен-Кантен-ан-Ивелине.
  - Компания Safran Aero Composite (совместное предприятие Safran и Albany International[англ.]) производит комплектующие к авиационным двигателям на заводе в Коммерси.
  - Компания Safran Martin-Baker France (совместное предприятие Safran и Martin-Baker со штаб-квартирой в Аржантёй) производит катапультируемые кресла для военных самолётов.

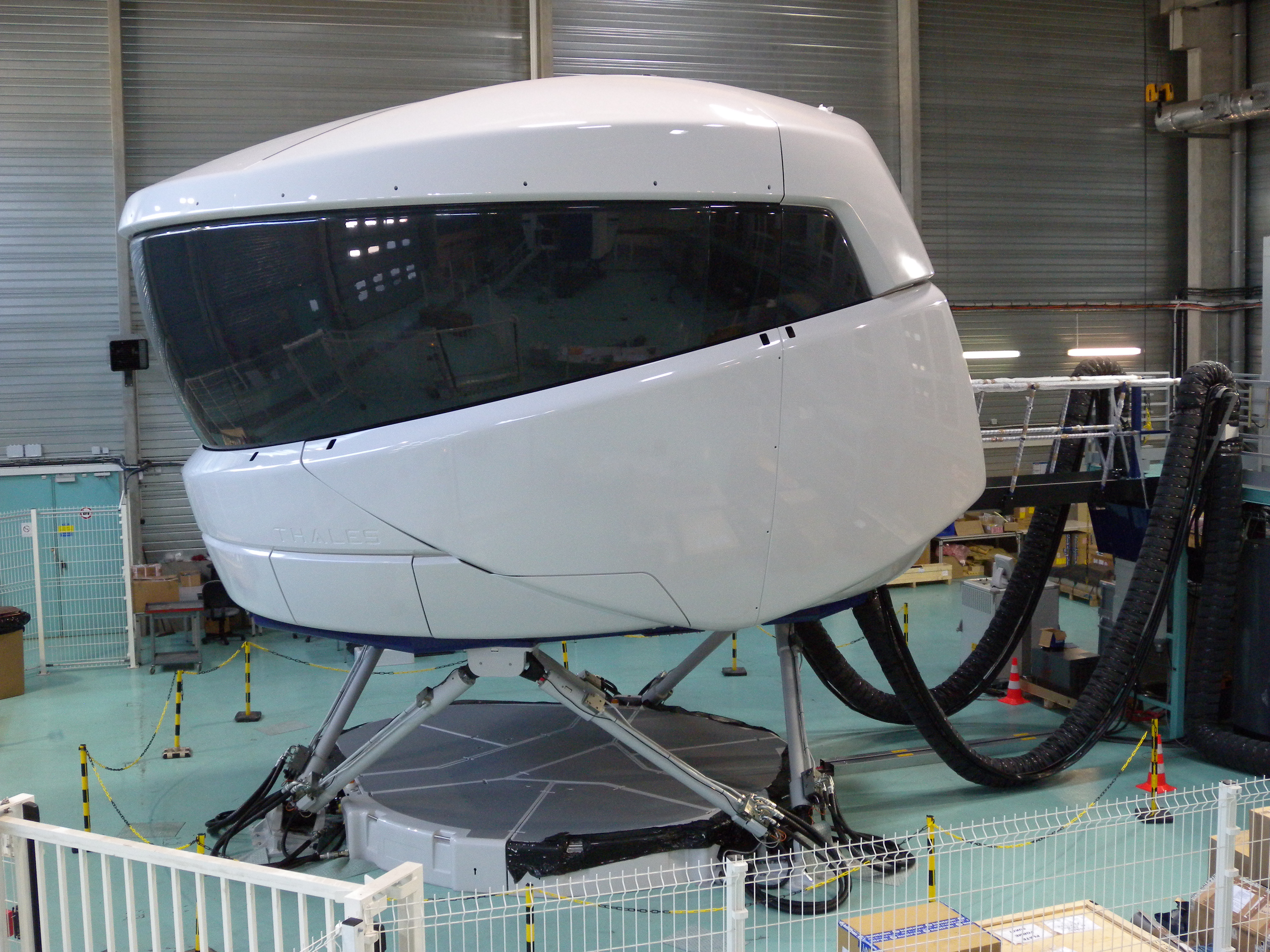
Пилотажный тренажёр Thales

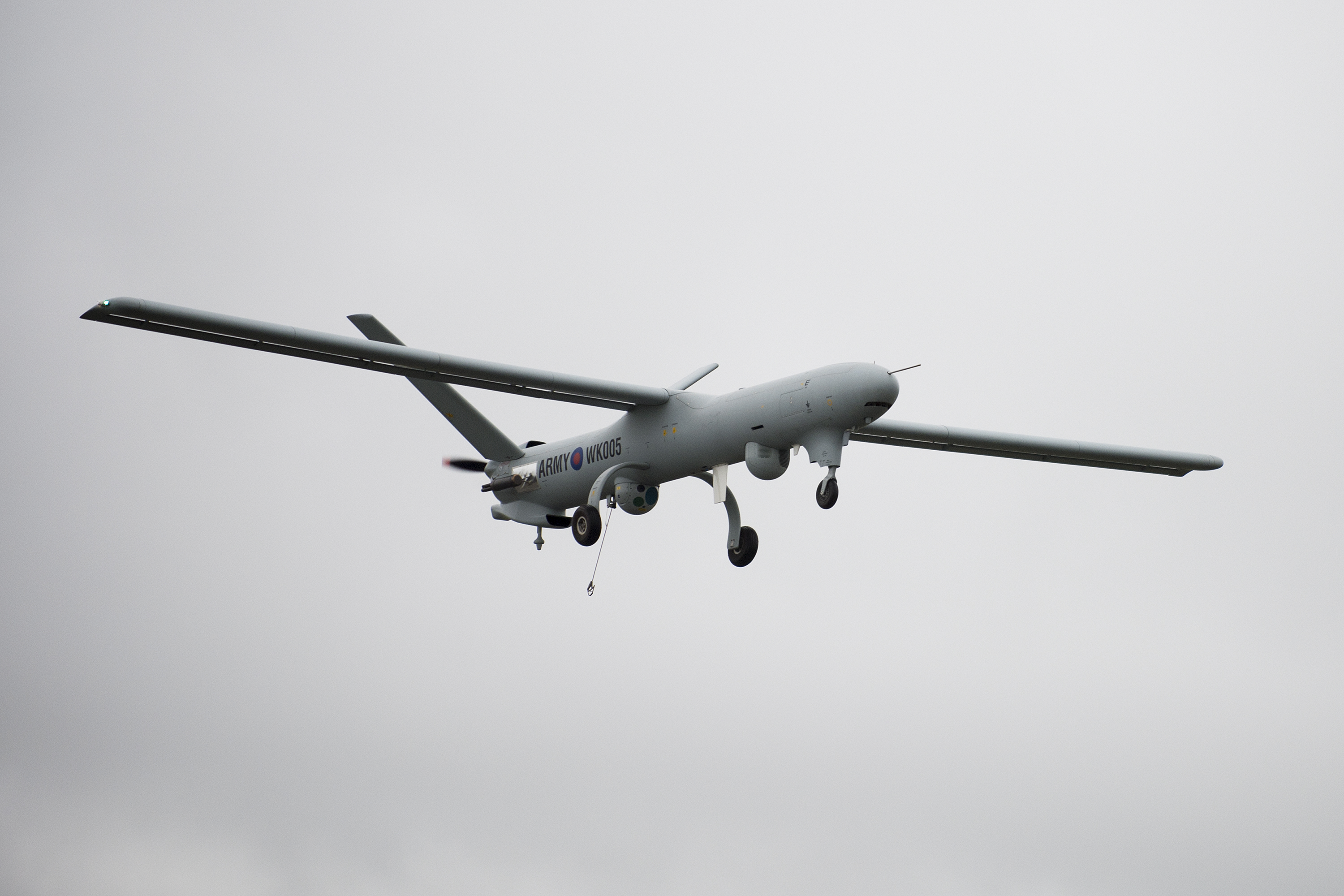
Разведывательный дрон WK-450

- Компания Thales производит разведывательные дроны WK-450[фр.], тренажёры для подготовки пилотов, системы навигации и связи, системы лазерного целеуказания.
  - Компания Thales Land and Air Systems[фр.] (штаб-квартира в Эланкуре[фр.]) производит системы управления полётами и авиационные комплектующие, в том числе радары и электронику на заводах в Рёнжи, Флери-лез-Обре[фр.], Лимуре[фр.], Имаре[фр.] и Тулузе.
  - Компания Thales AVS France[фр.] (штаб-квартира в Сен-Дени) насчитывает более 5,8 тыс. сотрудников; она производит навигационное оборудование и другую электронику для авиатехники; на заводе в Они — тренажёры и симуляторы для подготовки пилотов.
- Компания MBDA производит системы защиты самолетов и вертолётов от ракет с инфракрасным наведением, авиационные детекторы пуска ракет, авиационные противопожарные системы, системы предупреждения, системы ложных целей, системы управления пусковыми установками и системы борьбы с дронами.
- Компания Daher Aerospace (штаб-квартира в Виссу[фр.]) производит на заводе в Мариньяне авиационные комплектующие, в том числе детали двигателей и крыльев[25].
- Компания LISI Aerospace (штаб-квартира в Париже) на заводах в Марманде, Партене и Бар-сюр-Обе производит авиационные комплектующие, в том числе крепёжные детали, детали двигателей и шасси, детали тормозных систем, топливные баки и аккумуляторы[26].
- Компания Groupe Latécoère (штаб-квартира в Тулузе) насчитывает почти 5,8 тыс. сотрудников; на заводах в Тулузе, Коломье, Жимоне и Липосте[фр.] она производит авиационные комплектующие, в том числе части фюзеляжа, электронику, оптические волокна и композитные материалы[27].
- Компания Turgis et Gaillard Groupe[фр.] (штаб-квартира в Нёйи-сюр-Сен) на заводах в Сен-Дизье, Нанси, Дижоне и Лорьяне производит огневые системы, системы бомбометания, разведывательные и ударные дроны Aarok[фр.], а также проводит техническое обслуживание самолётов.
- Компания Parrot[фр.] (штаб-квартира в Париже) производит разведывательные дроны и программное обеспечение для анализа изображений[28].
- Компания Delair[фр.] (штаб-квартира в Лабеже) производит разведывательные дроны и дроны-камикадзе.
- Компания Groupe Gorgé[фр.] (штаб-квартира в Париже) производит разведывательные дроны, бортовую электронику и другое авиационное оборудование.
- Австрийская компания Schiebel Aeronaval[фр.] на заводе в Тулоне производит и обслуживает разведывательные дроны Camcopter S-100.
- Компания Alcen[фр.] (штаб-квартира в Париже) производит разведывательные дроны, системы обнаружения дронов, а также электронику, шарикоподшипники, электромеханические приводы, металлические и керамические детали для авиационного оборудования.
- Компания ARESIA (штаб-квартира в Вильнёв-ла-Гаренн[фр.]) производит пусковые установки для ракет, системы сброса авиабомб и грузов, системы катапультирования, топливные баки, лебёдки для вертолётов, радарные отражатели, тренажёры и другое авиационное оборудование.
- Компания Sofema[фр.] (штаб-квартира в Леваллуа-Перре) на заводах в Ла-Тест-де-Бюше и Шатору ремонтирует и обслуживает авиатехнику.

## Ракетно-космическая промышленность

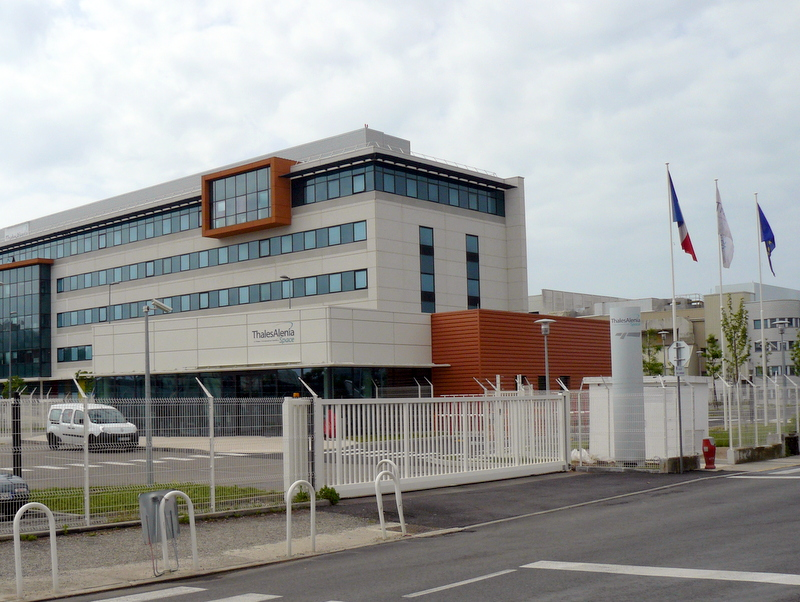
Штаб-квартира Thales Alenia Space в Каннах

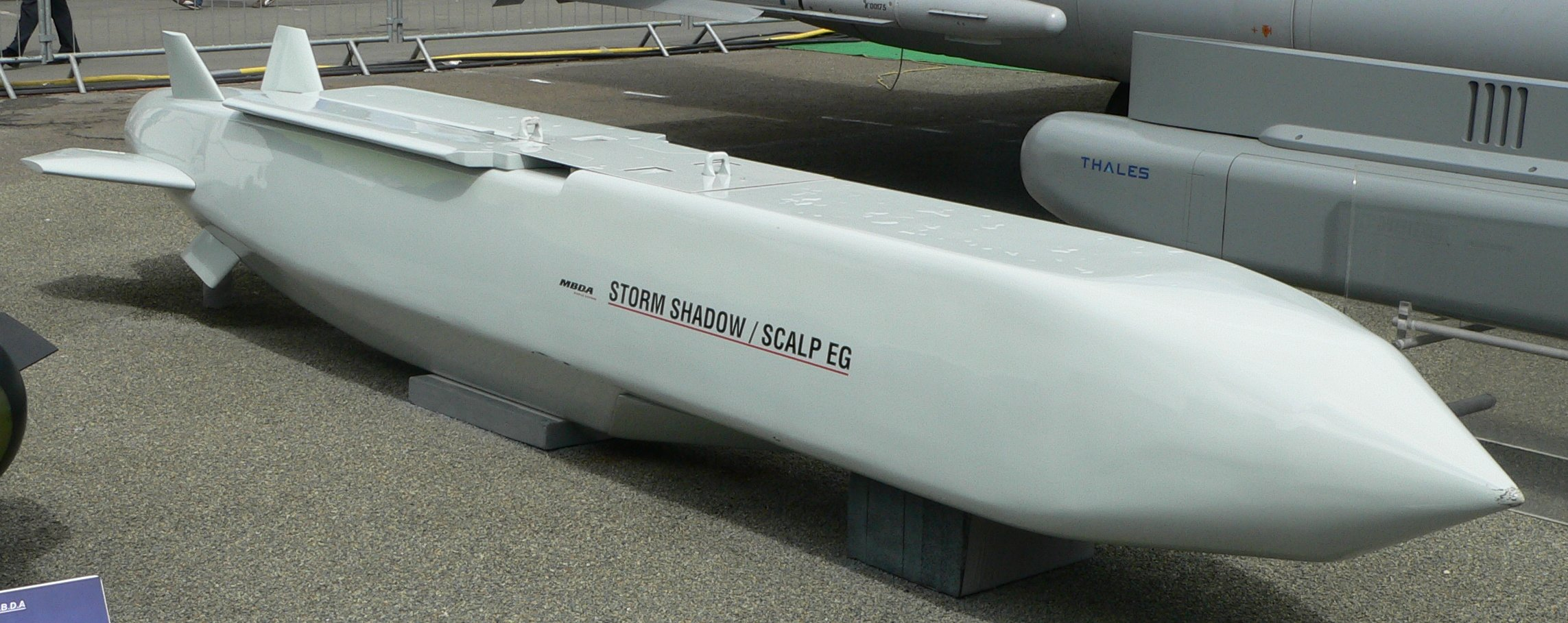
Ракета SCALP

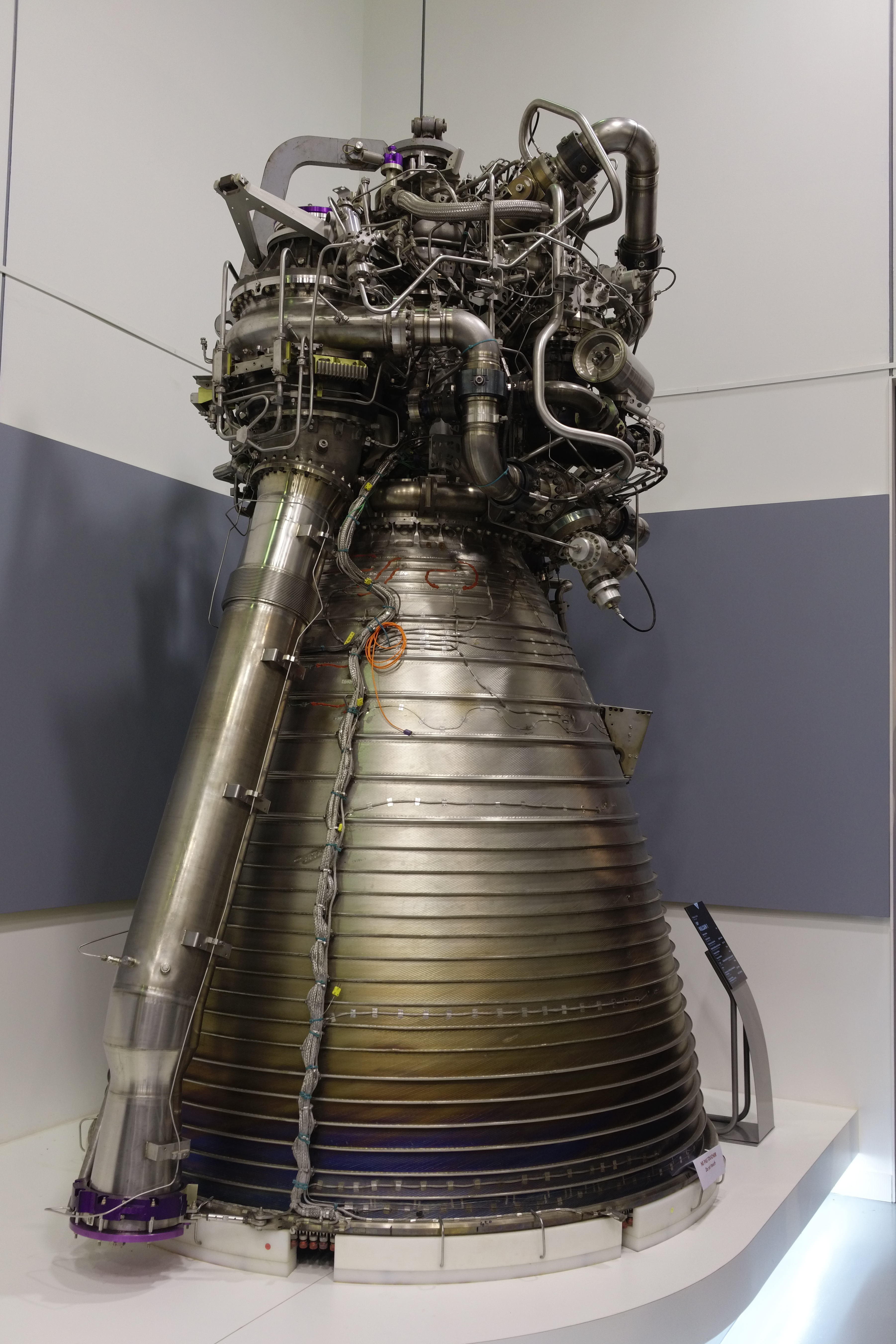
Ракетный двигатель Vulcain

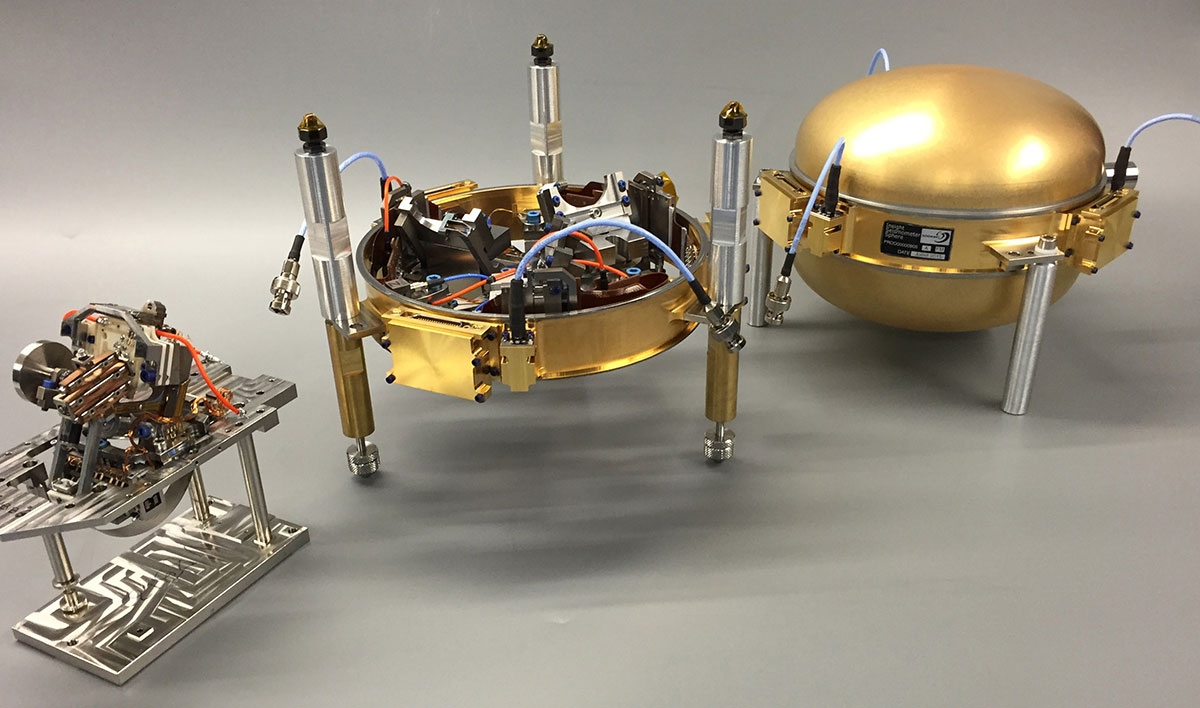
Компоненты производства Sodern

- Компания MBDA базируется в Ле-Плесси-Робинсон (пригород Парижа) и насчитывает более 15 тыс. сотрудников[29]; основные предприятия расположены в Бурже и Сель-Сен-Дени[фр.], исследовательские центры — в Ле-Плесси-Робинсон и Сель-Сен-Дени, испытательный центр — на 120-й авиабазе в Ла-Тест-де-Бюше. Компания производит авиационные управляемые ракеты «воздух — воздух» (Meteor и MICA) и «воздух — поверхность» (SCALP, ASMP-A[фр.], Brimstone и HOT), противокорабельные управляемые ракеты (Exocet, Perseus и ANL[фр.]), крылатые ракеты морского базирования (MdCN[фр.]), зенитные управляемые ракеты «земля — воздух» (Mistral 2), противотанковые управляемые ракеты (ERYX и Akeron MP), а также зенитные ракетные комплексы морского базирования (PAAMS) и наземного базирования (SAMP-T), переносные зенитные ракетные комплексы (Mistral), переносные противотанковые ракетные комплексы (Milan ER, ERYX и MMP), системы управления и координации ПВО[30].
  - Компания Eurosam[фр.] (совместное предприятие MBDA и Thales со штаб-квартирой в Ле-Плесси-Робинсон) разрабатывает зенитные ракеты морского и наземного базирования Aster, наземные зенитные комплексы SAMP-T и зенитные комплексы морского базирования PAAMS[31][32].
- Компания Safran производит ракеты-носители, ракетные двигатели Vulcain и HM-7, а также пусковые установки и композитные материалы.
  - Компания ArianeGroup (совместное предприятие Safran и Airbus Group) на заводе в Ле-Мюро[фр.] производит ракеты-носители Ariane 6 и баллистические ракеты M51; на заводе в Верноне — ракетные двигатели; на заводе в Ле-Аяне[фр.] — ракетные двигатели и композитные материалы; на заводе в Сен-Медар-ан-Жаль — ракетное топливо, топливные баки, элементы тепловой защиты и электропроводку для ракет; на заводе в Тулузе — ракетное топливо. Исследовательский центр компании расположен в Вер-ле-Пети[фр.].
  - Компания Sodern[фр.] (подразделение ArianeGroup со штаб-квартирой в Лимей-Бреванн[фр.]) производит электронное и оптическое оборудование, включая навигационные системы для космической, ракетной и ядерной отрасли (звёздные датчики, нейтронные трубки, сейсмографы и атомные часы).
  - Компания Safran Aircraft Engines на заводе в Верноне производит двигатели для ракет и спутников.
  - Компания Safran Helicopter Engines на заводах в Борде и Тулузе производит ракетные двигатели.
  - Компания Safran Electronics & Defense производит головки самонаведения для противокорабельных, противотанковых и зенитных ракет.
- Компания Roxel[фр.] (совместное предприятие Safran Ceramics и MBDA со штаб-квартирой в Ле-Плесси-Робинсоне) на заводах в Ле-Сюдре, Сен-Медар-ан-Жаль и Ла-Ферте-Сент-Обене[фр.] производит двигатели для тактических и крылатых ракет Exocet, Aster, MICA, ASRAAM, RBS-15, CAMM, MMP и Milan.
- Компания Thales Alenia Space (совместное предприятие Thales и Leonardo со штаб-квартирой в Каннах) производит телекоммуникационные и разведывательные спутники, модули космических станций и оптические приборы. Основные предприятия расположены в Каннах и Тулузе[33].
- Компания Thales Land and Air Systems[фр.] на заводе в Ла-Ферте-Сент-Обене[фр.] производит пусковые ракетные системы для вертолётов и самолётов, на заводе в Эланкуре[фр.] — системы лазерного целеуказания и радиолокационные системы наведения ракет MICA и Aster.
- Компания Airbus Defence and Space на заводе в Тулузе производит телекоммуникационные и разведывательные спутники, а также космические приборы.
  - Компания Airbus DS Geo[фр.] (подразделение Airbus Defence and Space со штаб-квартирой в Тулузе) является оператором серии разведывательных спутников.
- Компания Hemeria[фр.] (штаб-квартира в Тулузе) производит спутники, теплозащиту и другое космическое оборудование.

## Производство ядерного оружия

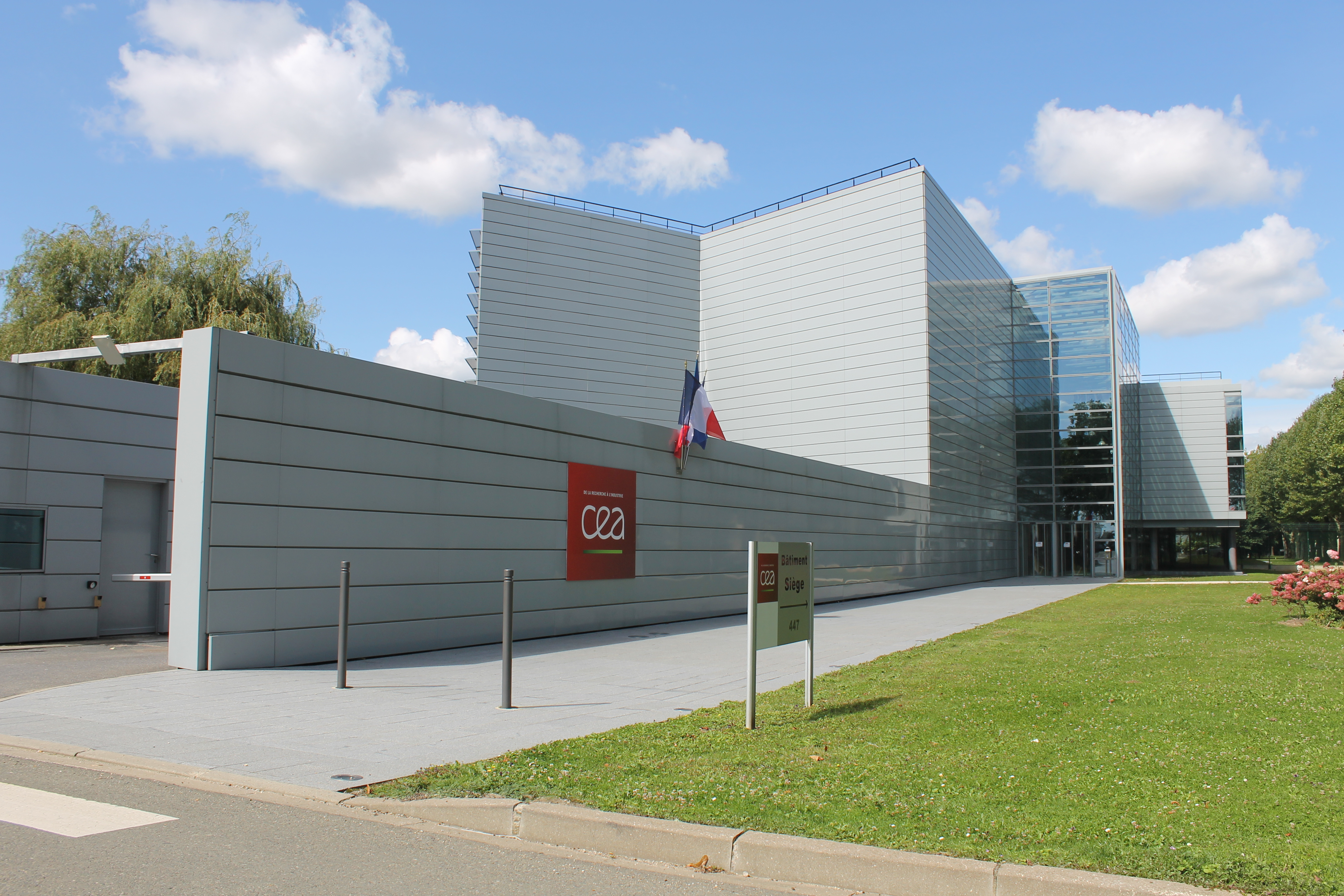
Исследовательский центр CEA Paris-Saclay

Исследованиями и испытаниями в области военной атомной энергетики и лазерного оружия занимается Комиссариат по атомной и альтернативным видам энергии (CEA), штаб-квартира которого расположена в Париже. Основными научными и производственными центрами CEA являются:
- Кампус CEA Paris-Saclay в Сакле[фр.]
- Кампус CEA в Фонтене-о-Роз
- Кампус CEA в Гренобле
- Кампус CEA Маркуль возле Баньоль-сюр-Сез
- Кампус CEA Кадараш в Сен-Поль-ле-Дюрансе

Сугубо военными программами занимаются следующие центры CEA:
- Кампус CESTA в Ле-Баре[фр.]
- Кампус CEA DAM в Брюер-ле-Шатель[фр.]
- Кампус CEA DAM в Грамате[фр.]
- Кампус CEA DAM в Моне[фр.]
- Кампус Valduc в Саливе
- Кампус Île Longue в Крозоне

Государственная компания Orano (штаб-квартира в Курбевуа) поставляет сырьё для военной ядерной программы.

## Судостроительная промышленность

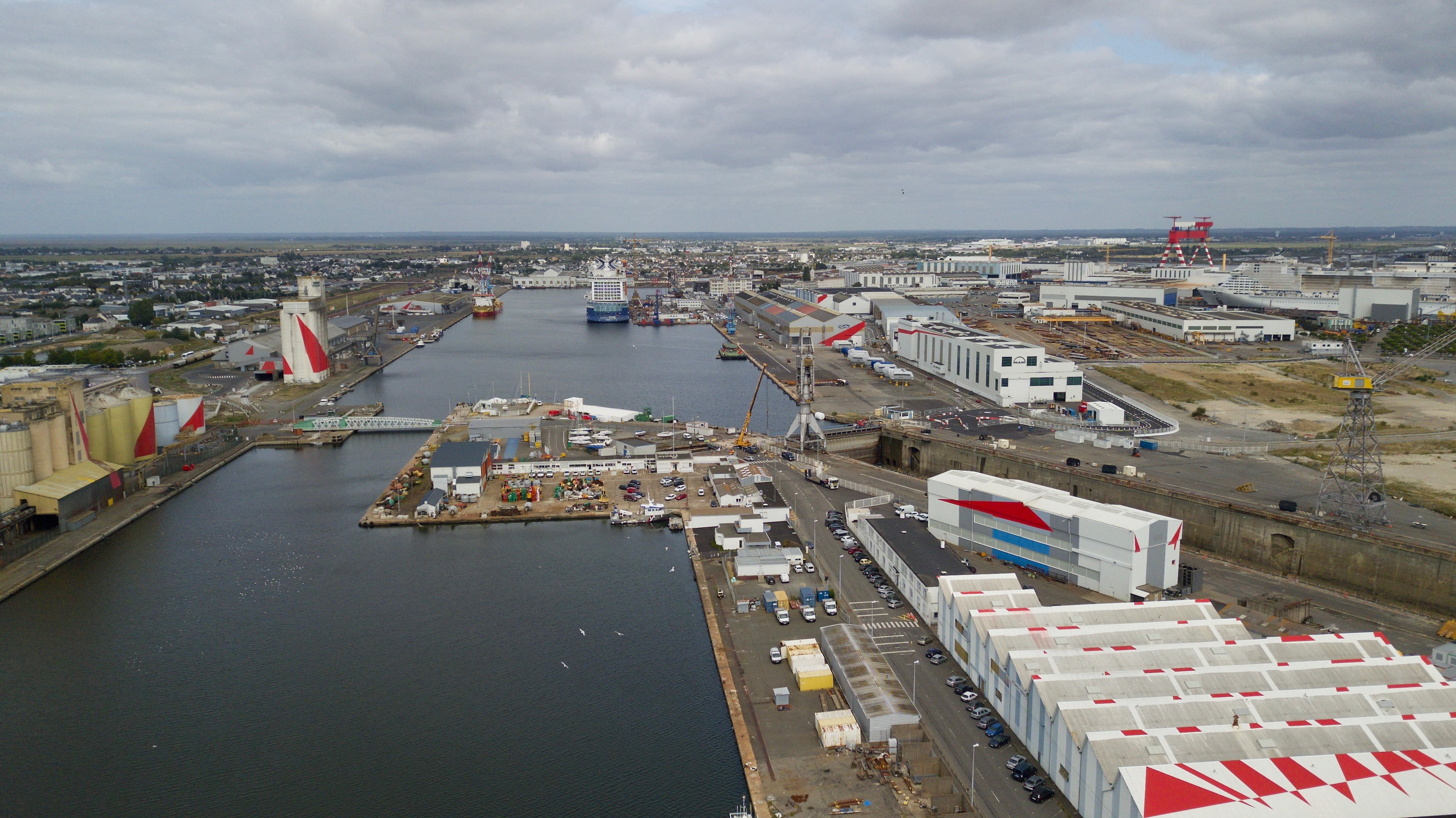
Судостроительный завод Chantiers de l’Atlantique в Сен-Назере

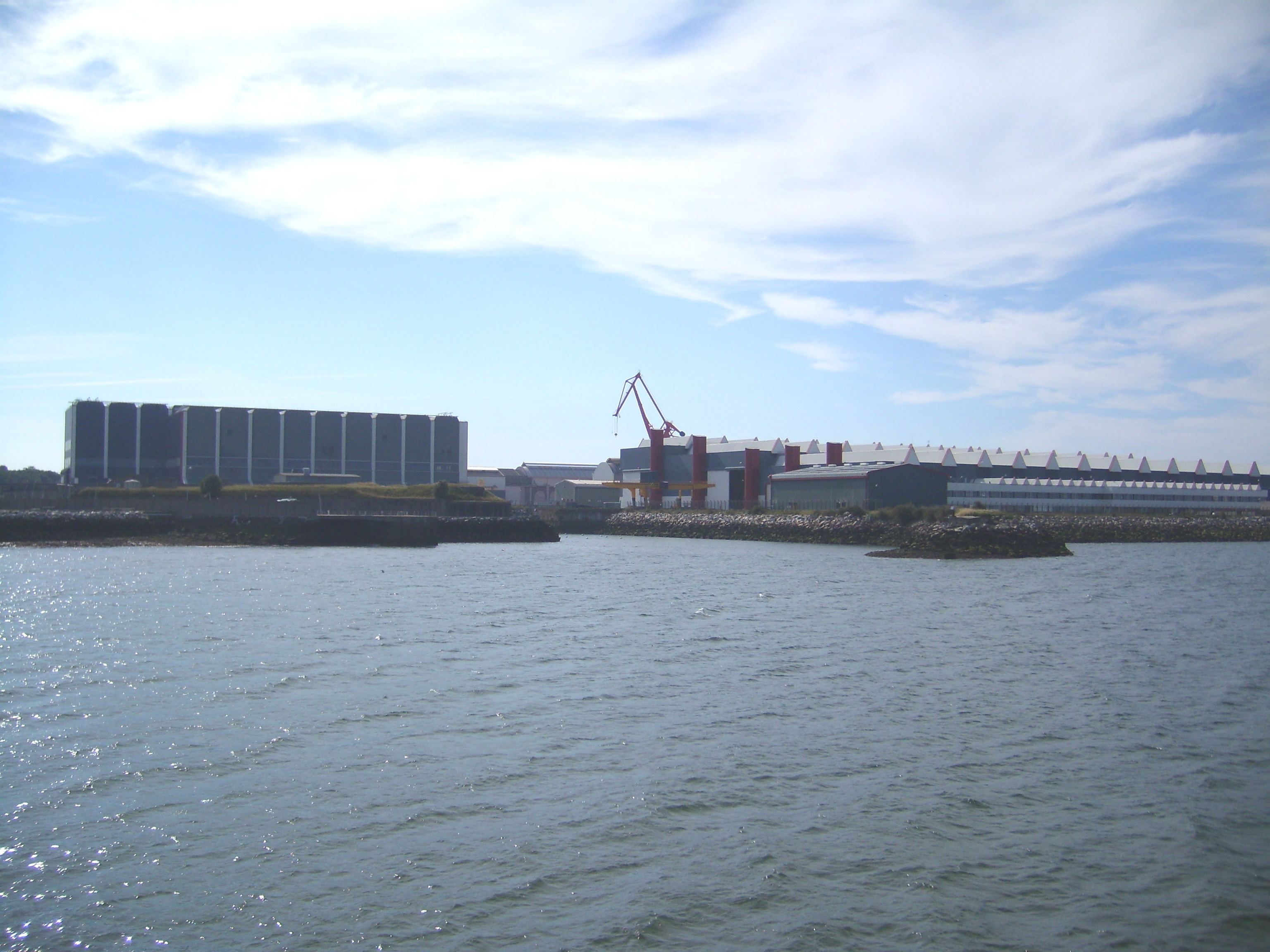
Судостроительный завод Naval Group в Шербур-ан-Котантене

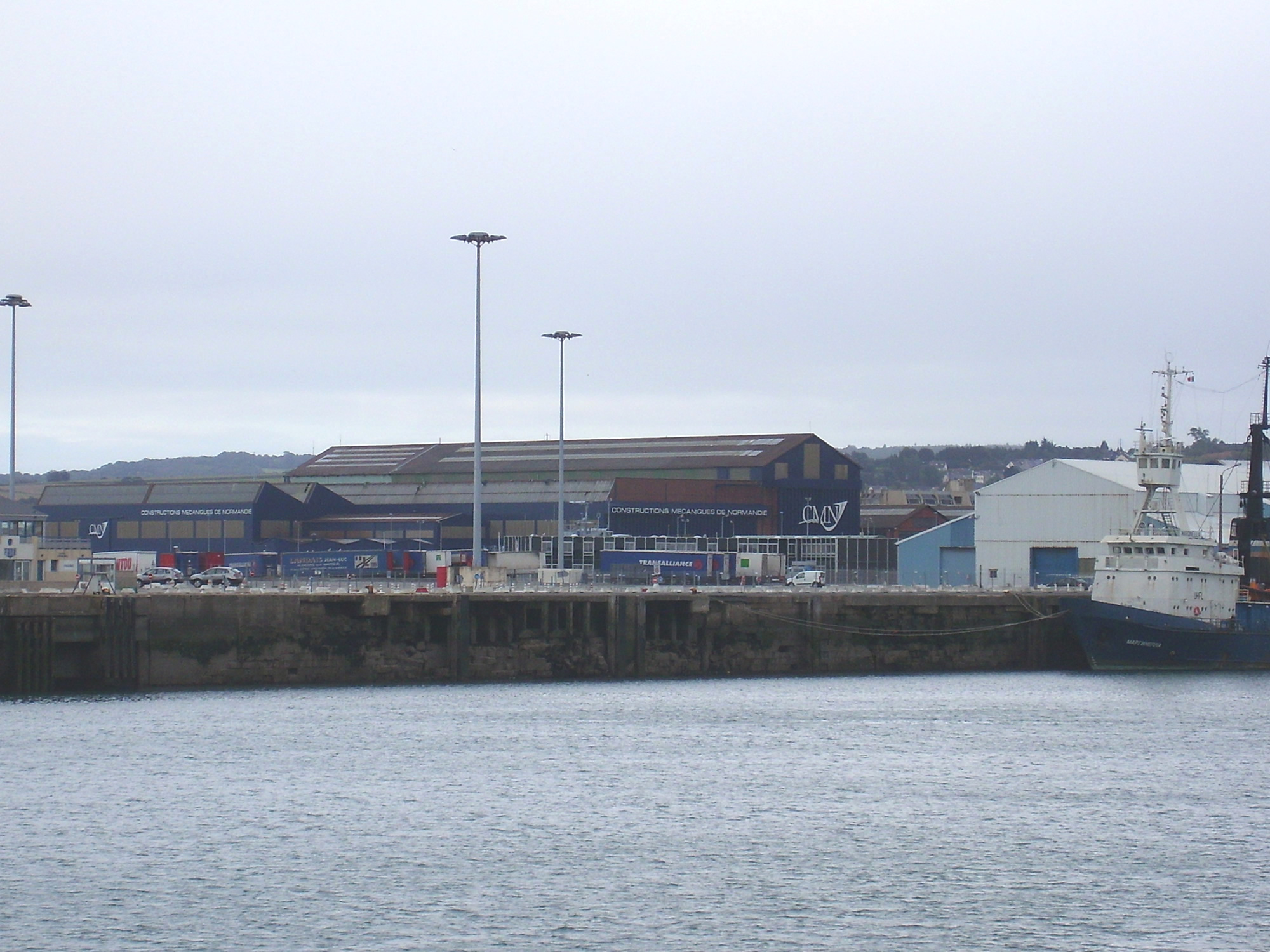
Судостроительный завод CMN в Шербур-Октевиле

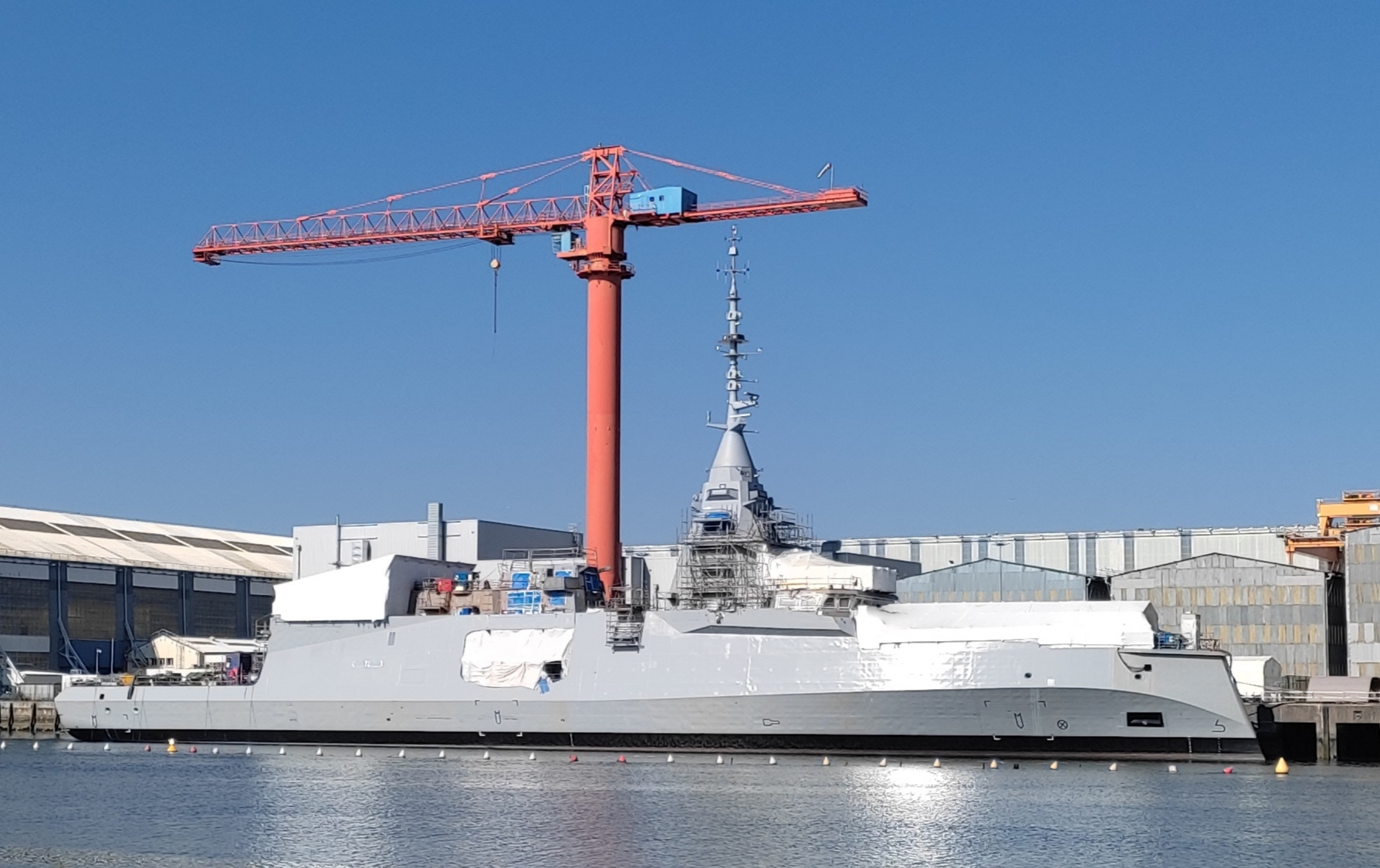
Строительство фрегата FDI на верфи в Лорьяне

Франция способна самостоятельно строить военные суда всех классов — от авианосцев до атомных подводных лодок. Крупнейшим производителем военных судов и подводных лодок является компания Naval Group, выпускающая многоцелевые фрегаты Ronarc'h (FDI) и FREMM, десантные корабли Mistral, подводные лодки Suffren, Scorpène, SNLE 3G и SMX-31, корветы / патрульные суда Gowind, корабли тылового обеспечения LSS, танкеры-заправщики, подводные дроны для разведки, минирования и разминирования, ракетные системы Sylver.
Штаб-квартира Naval Group расположена в Париже, исследовательский центр — в Бугне, основные предприятия — в городах Эндр (производство авианосцев, подводных лодок и судовых двигателей), Шербур-ан-Котантен (производство подводных лодок), Лорьян (производство фрегатов и других судов), Брест (ремонт кораблей и подводных лодок), Тулон (ремонт кораблей и подводных лодок), Рюэль-сюр-Тувр (производство корабельного оборудования, ракетных систем, систем управления, тренажёров и симуляторов), Ольюль и Баньё (информационные и навигационные системы, в том числе системы обработки информации, системы кибербезопасности и наблюдения).
Другими предприятиями судостроительной промышленности являются:
- Компания TechnicAtome[фр.] (штаб-квартира в Вилье-ле-Бакле[фр.], около 1,9 тыс. сотрудников; государству принадлежит 50,3 % акций, CEA — 20,3 %, Naval Group — 20,3 % и EDF — 9 %) производит ядерные реакторы для подводных лодок, авианосцев и научных исследований[45].
- Компания Chantiers de l’Atlantique (государству принадлежит 84,3 % акций, Naval Group — 11,7 %) на заводе в Сен-Назере производит авианосцы PANG[фр.], десантные корабли, фрегаты и суда снабжения ВМС.
- Компания CMN Naval[фр.] (штаб-квартира в Париже) на заводе Constructions mécaniques de Normandie[фр.] в Шербур-Октевиле производит корветы и патрульные катера.
- Компания Kership[фр.] (совместное предприятие Piriou[фр.] и Naval Group) на заводах в Конкарно и Ланестере производит минные тральщики, патрульные корабли и катера[36][46].
- Компания Socarenam[фр.] (штаб-квартира в Булонь-сюр-Мере) на заводах в Булонь-сюр-Мере, Сен-Мало, Этапле, Дюнкерке и Кале производит и ремонтирует военные суда, в том числе патрульные и учебные суда, буксиры для подлодок, катера для спецназа, таможни и жандармерии.
- Компания Turgis et Gaillard Groupe[фр.] на заводе в Лорьяне производит техническое обслуживание и модернизацию судов и судовых двигателей, а также производит катера для морских коммандос.
- Компания Raidco Marine[фр.] (штаб-квартира в Париже) на заводе в Лорьяне производит патрульные катера.
- Компания Thales производит радиоэлектронное, оптическое и механическое корабельное оборудование, в том числе бортовые системы связи, системы опознавания «свой-чужой», системы управления огнём и системы наведения, а также программное обеспечение[47]. 
  - Компания Thales Underwater Systems[фр.] (подразделение Thales со штаб-квартирой в София-Антиполисе) на заводах в Бресте и Обани производит навигационное и гидроакустическое оборудование, в том числе гидролокаторы для обнаружения подводных целей[48].
- Компания Safran Electronics & Defense производит перископы для подводных лодок.
- Компания Alcen[фр.] производит акустические системы позиционирования для подводных лодок и торпед, буи и антенны для подводной связи, пилотируемые батискафы, подводные дроны и подводные аппараты для боевых пловцов.
- Компания Groupe Gorgé[фр.] / Exail[фр.] производит подводные дроны для минирования и разминирования, дроны-гидролокаторы для обнаружения целей и подводные акустические системы[49].

## Бронетанковая промышленность

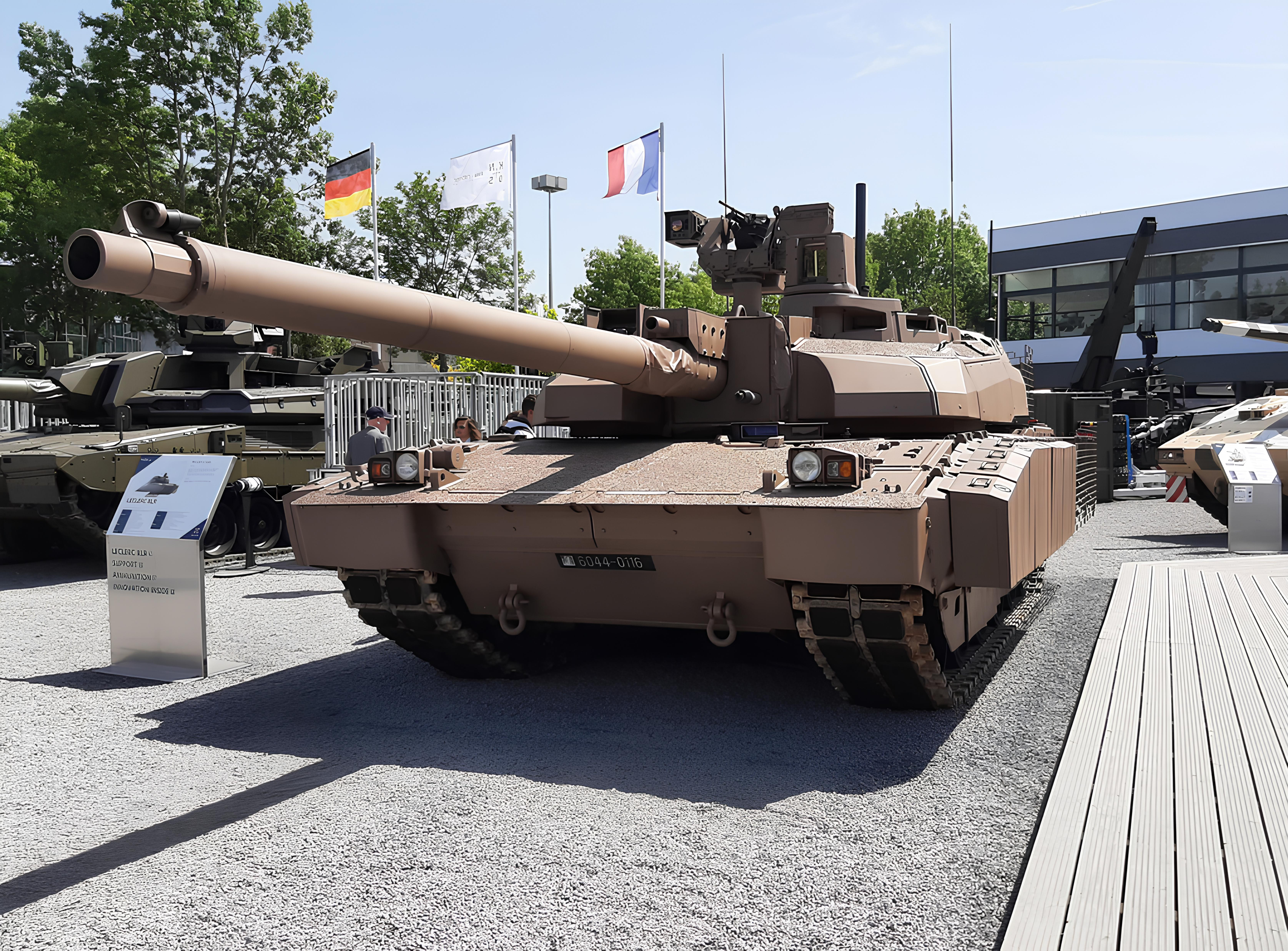
Танк Leclerc XLR

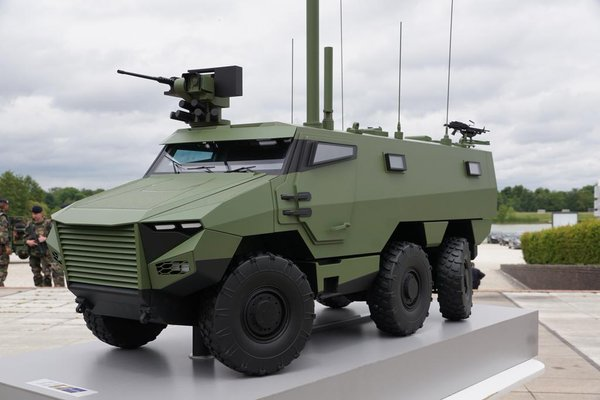
Бронетранспортёр Griffon

Крупнейшим производителем бронетехники является компания KNDS France, входящая в состав франко-германской группы KNDS (штаб-квартира, исследовательский центр и испытательный полигон расположены в Версале); на заводах в Роане, Бурже, Версале, Тюле, Ла-Шапель-Сент-Юрсене, Сен-Шамоне, Сент-Этьене, Рене, Тарбе и Тулузе она выпускает и ремонтирует гусеничные танки Leclerc, боевые разведывательные машины Jaguar, бронетранспортёры Griffon, Serval, Titus и Aravis, боевые машины пехоты VBCI, а также комплектующие к ним.
Вторым по величине производителем бронетехники является компания Arquus, входящая в состав бельгийской группы John Cockerill (штаб-квартира в Версале, исследовательские центры в Версале и Лионе); на заводах в Мароль-ан-Юрепуа, Фуршамбо, Лиможе, Сен-Назере и Сен-Жермен-Лавале она производит бронетранспортёры VAB, Griffon, Bastion, Sherpa Light и AMC, боевые разведывательные машины Fortress MK-2, Jaguar и ERC-90 Sagaie, тактические грузовики Sherpa 5 и Sherpa 10, бронированные внедорожники Sabre.
Другими игроками на рынке бронетехники являются:
- Компания Safran Helicopter Engines производит турбокомпрессоры для танков.
- Компания Safran Electronics & Defense производит тепловизоры для танков.
- Компания Thales Land and Air Systems[фр.] производит системы активной защиты.
- Компания MBDA производит системы для снижения тепловой и радиолокационной заметности бронетехники.
- Компания Turgis et Gaillard Groupe[фр.] проводит техническое обслуживание и модернизацию бронетранспортёров VXB, танков и двигателей для бронетехники.
- Компания Sofema[фр.] ремонтирует и обслуживает лёгкую бронетехнику.
- Компания Wartsila France[фр.] (подразделение финской группы Wartsila со штаб-квартирой в Мюлузе) ремонтирует и обслуживает танковые двигатели.
- Компания Michelin производит шины для колёсной бронетехники, военных грузовиков и инженерной техники[52].

## Производство инженерной техники

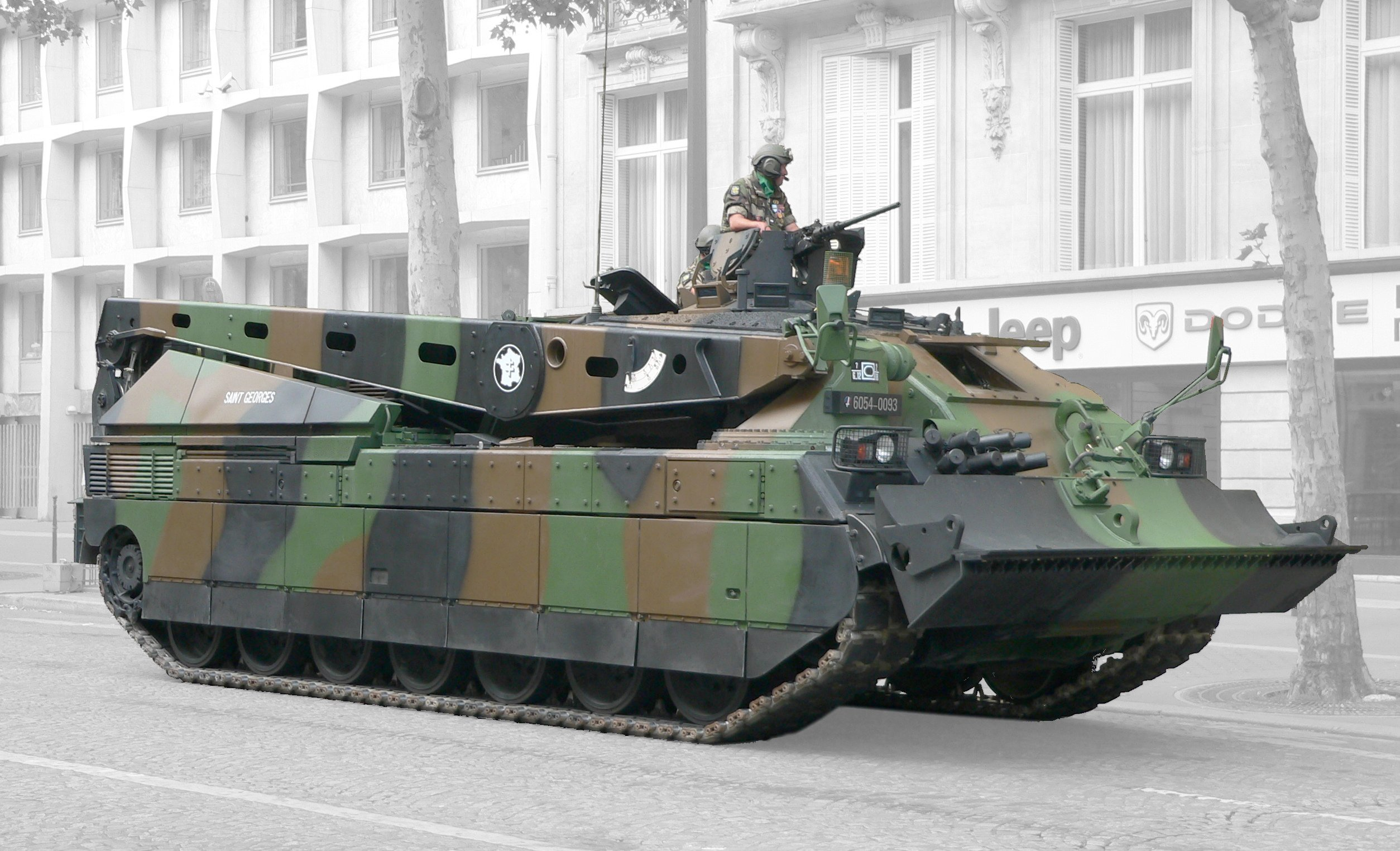
Ремонтно-эвакуационная машина DCL

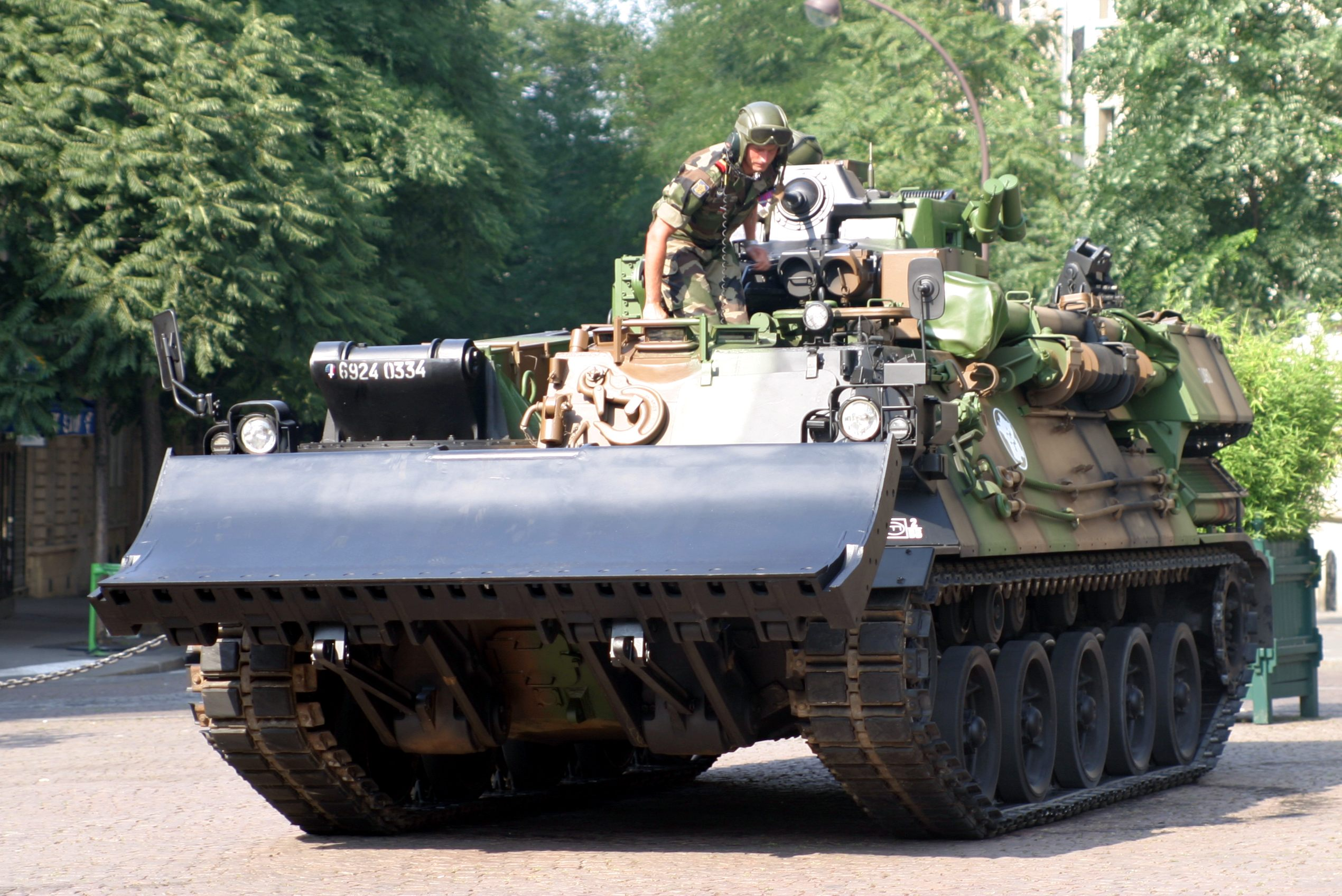
Инженерная машина EBG

- Компания KNDS France производит бронированные ремонтно-эвакуационные машины DCL, бронированные инженерные машины EBG[фр.] (включая EBG F1 и EBG-VAL), машины разминирования EBG SDPMAC и EBG SDPMAC VULCAIN, машины дистанционного минирования, передвижные понтонные мосты и мостоукладчики SPRAT[фр.], механическое и гидравлическое оборудование, автоматические системы накачивания, дымовые установки[53].
  - Компания Nexter Robotics производит наземные дроны NERVA для разведки, обнаружения мин, доставки грузов и эвакуации раненых.
- Компания Arquus производит машины радиационной, химической и биологической разведки VAB NRBC, тягачи Kerax и TRM 700-100[фр.], инженерные бронемашины VBL.
- Компания MBDA производит машины минной разведки и разминирования SOUVIM 2[фр.], а также модули, дистанционно активирующие магнитные мины.
- Компания Constructions industrielles d’Anjou (Экуфлан) производит буровые и взрывные комплексы MFRD[фр.].
- Компания Chaudronnerie et Forges d’Alsace (Сульц-су-Форе) производит мостоукладчики EFA[фр.] (включая паромно-мостовые машины EFA F2)[54].
- Компания Groupe Gorgé[фр.] / Exail[фр.] производит роботы для обнаружения и уничтожения мин Minirogen.

## Артиллерийская промышленность

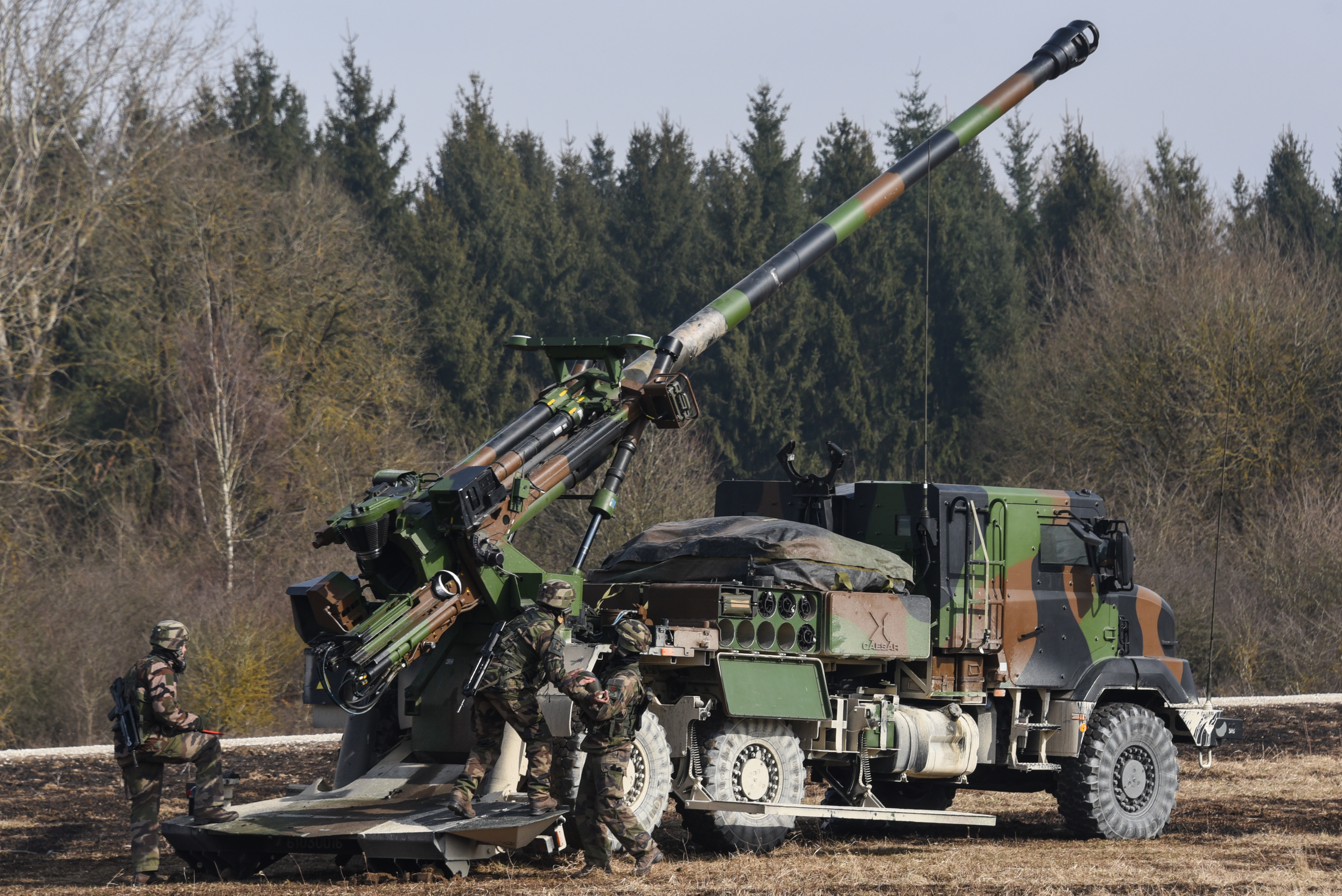
САУ CAESAR

- Компания KNDS France на заводе в Бурже производит самоходные артиллерийские установки CAESAR, лёгкие гаубицы LG1, автоматические пушки M621 для бронетехники, авиации и флота, танковые пушки CN120-26[фр.], автоматические турели ARX20, авиационные пушки Nexter 30[фр.], автоматические вертолётные турели THL-20 и THL-30, корабельные пушки F2, морские автоматические башни Narwhal 20[фр.].
  - Компания CTA International[англ.] (совместное предприятие KNDS France и BAE Systems) на заводе в Бурже производит скорострельные пушки 40 CTC[фр.].
- Компания Thales Land and Air Systems[фр.] на заводе в Ла-Ферте-Сент-Обене[фр.] производит миномёты MO-120-RT и MO-81-LLR[фр.], а также зенитные артиллерийские комплексы наземного и морского базирования RapidFire[фр.] и оптико-электронные системы управления огнем для артиллерии[55].
- Компания Safran Electronics & Defense производит системы наведения для артиллерии.

## Электронная и оптическая промышленность

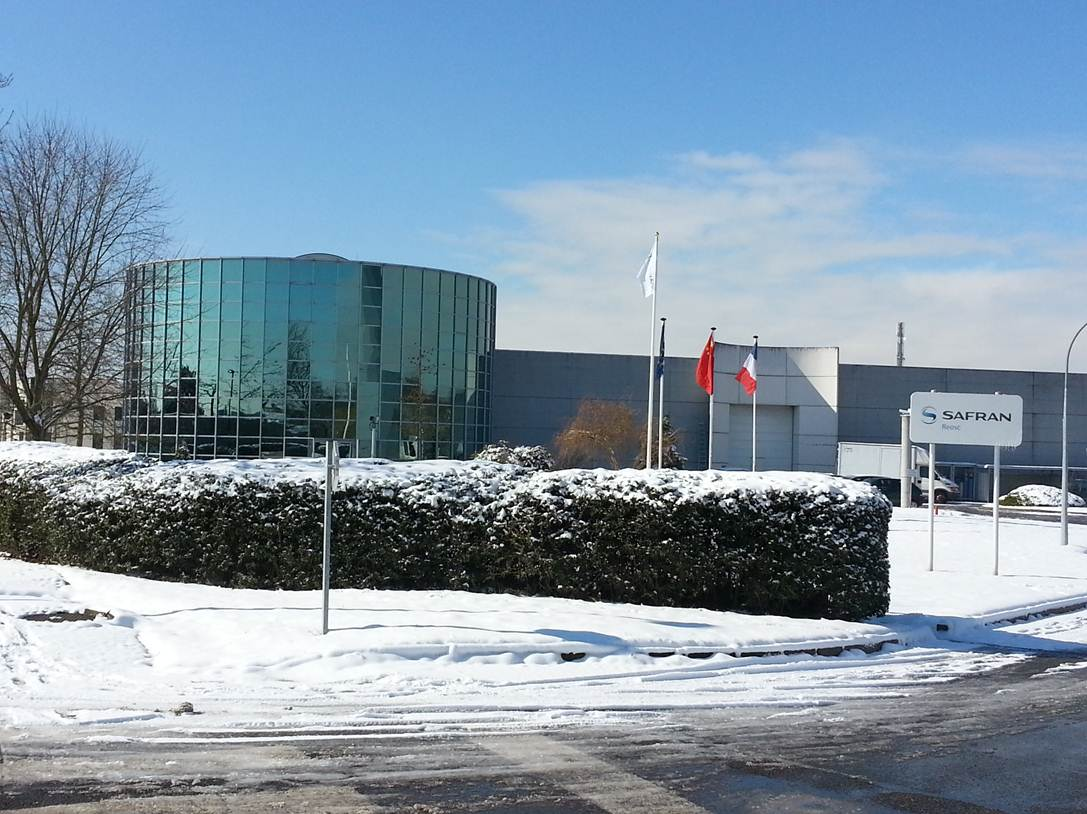
Штаб-квартира Reosc

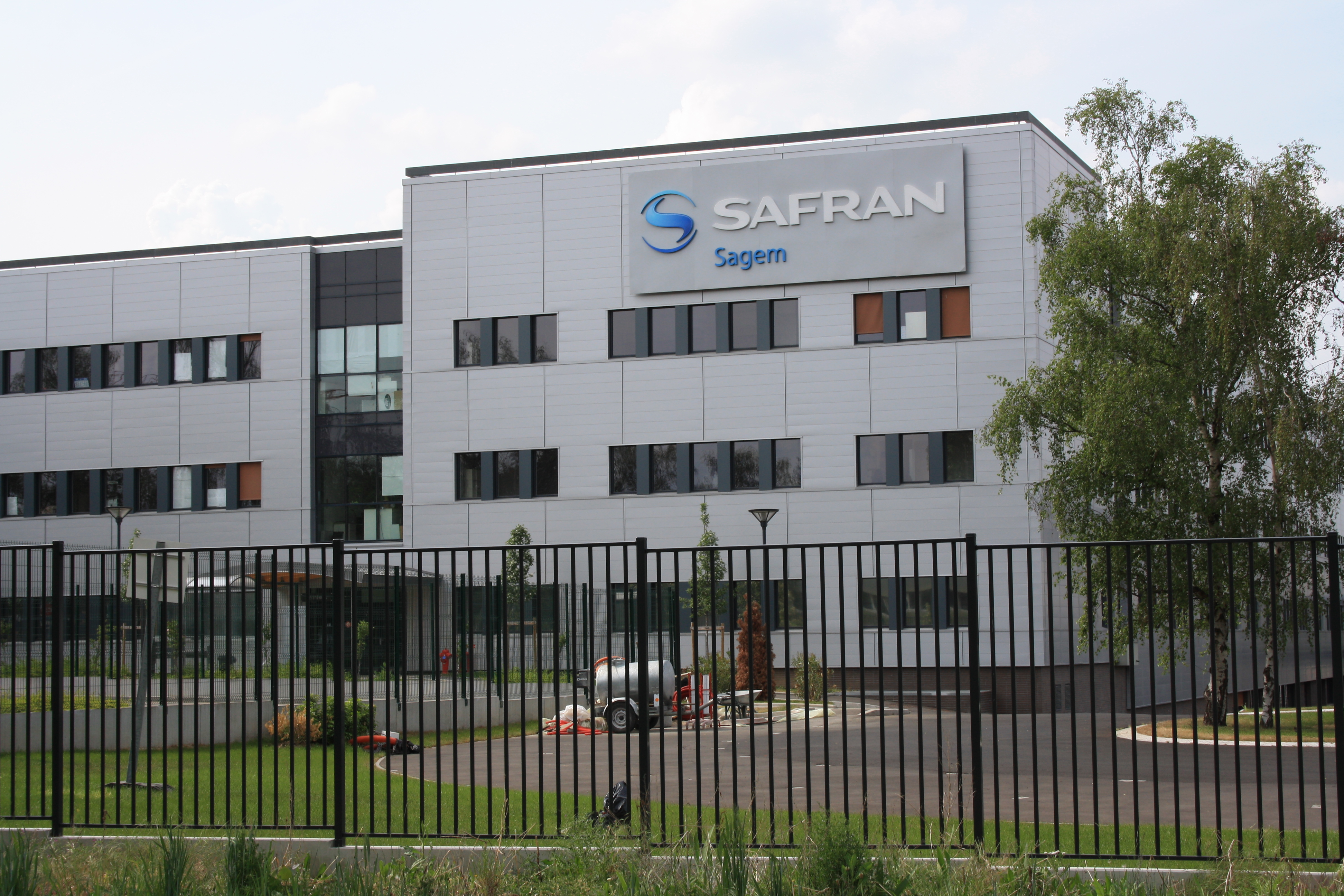
Исследовательский центр Safran Electronics & Defense в Масси

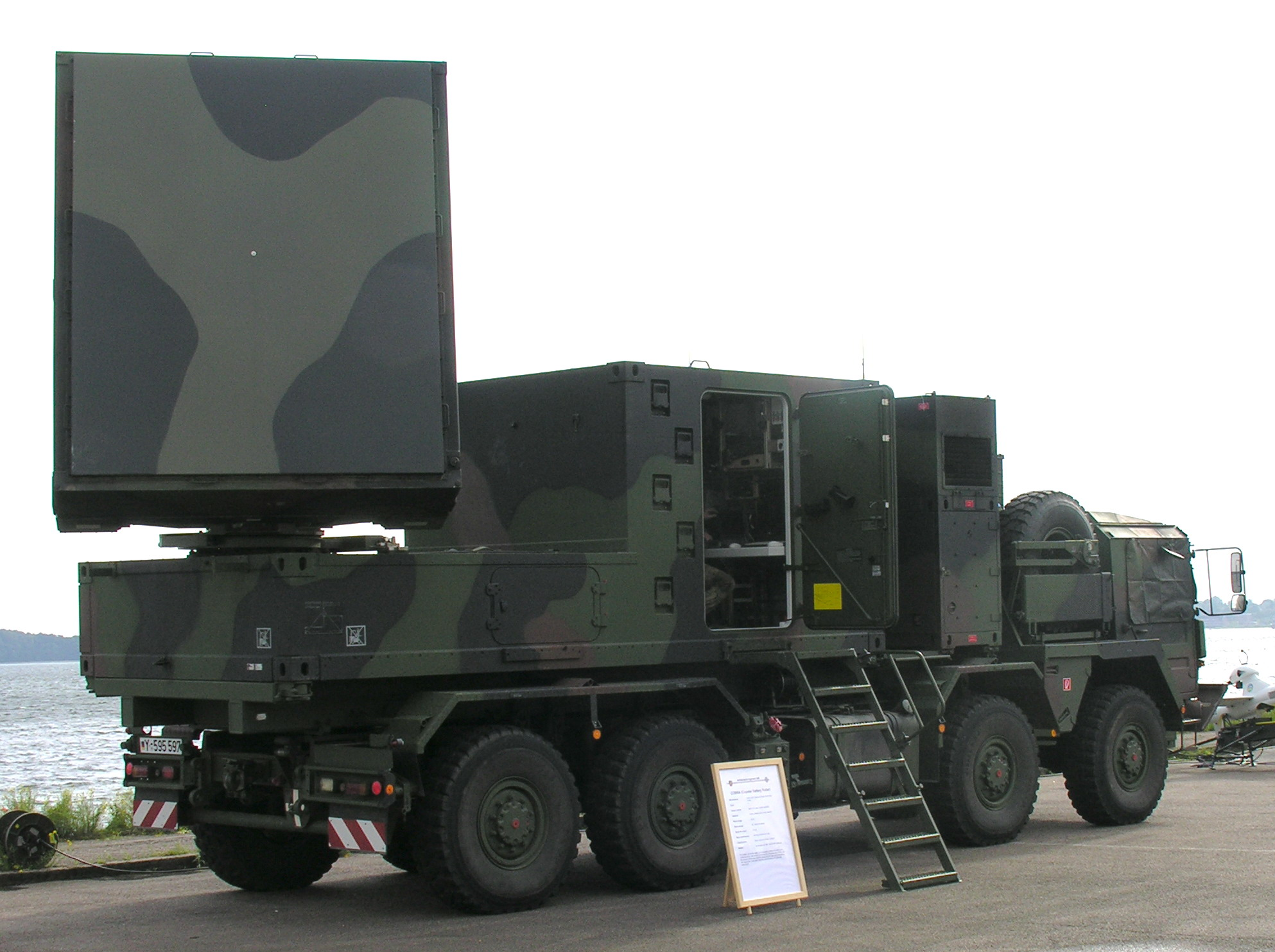
РЛС COBRA

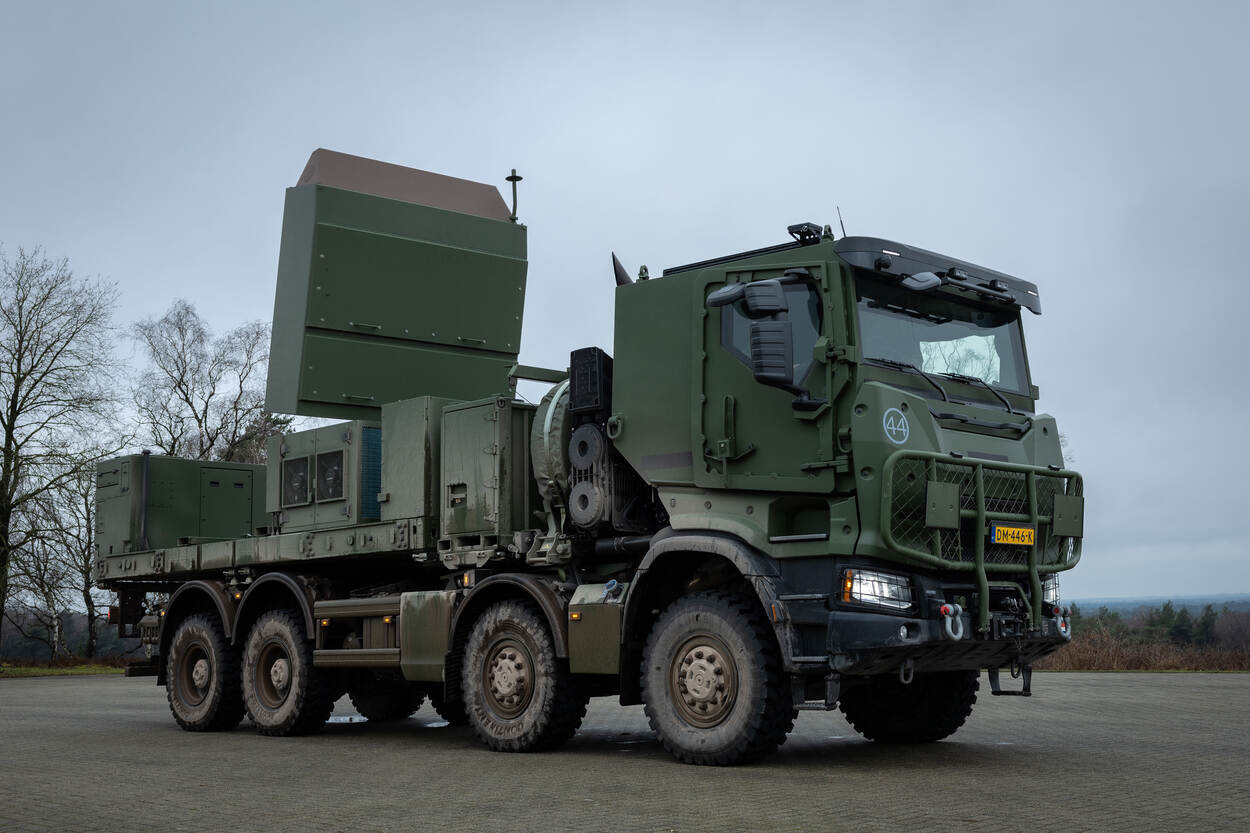
РЛС Ground Master 200 MM

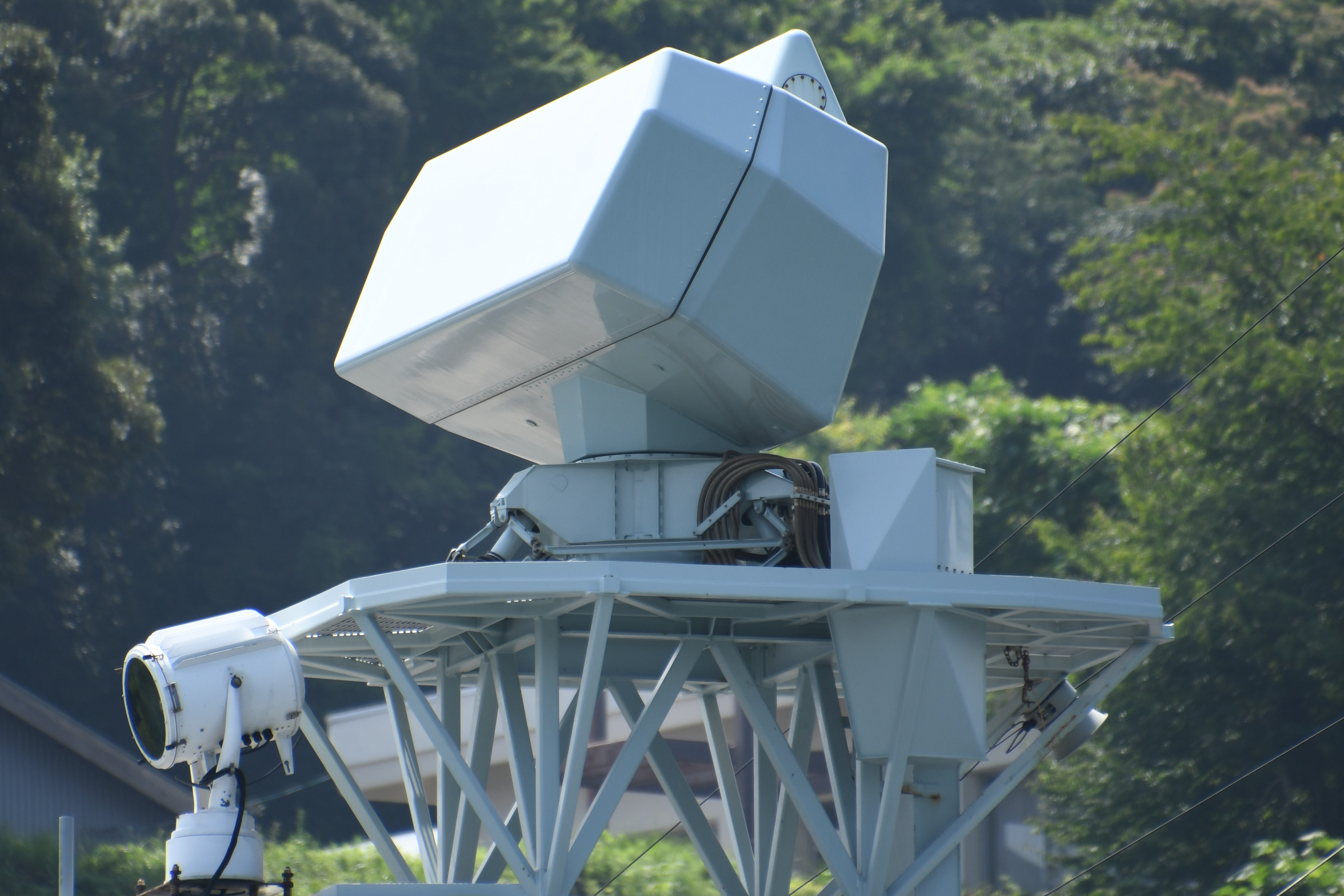
Корабельный радар SMART-S

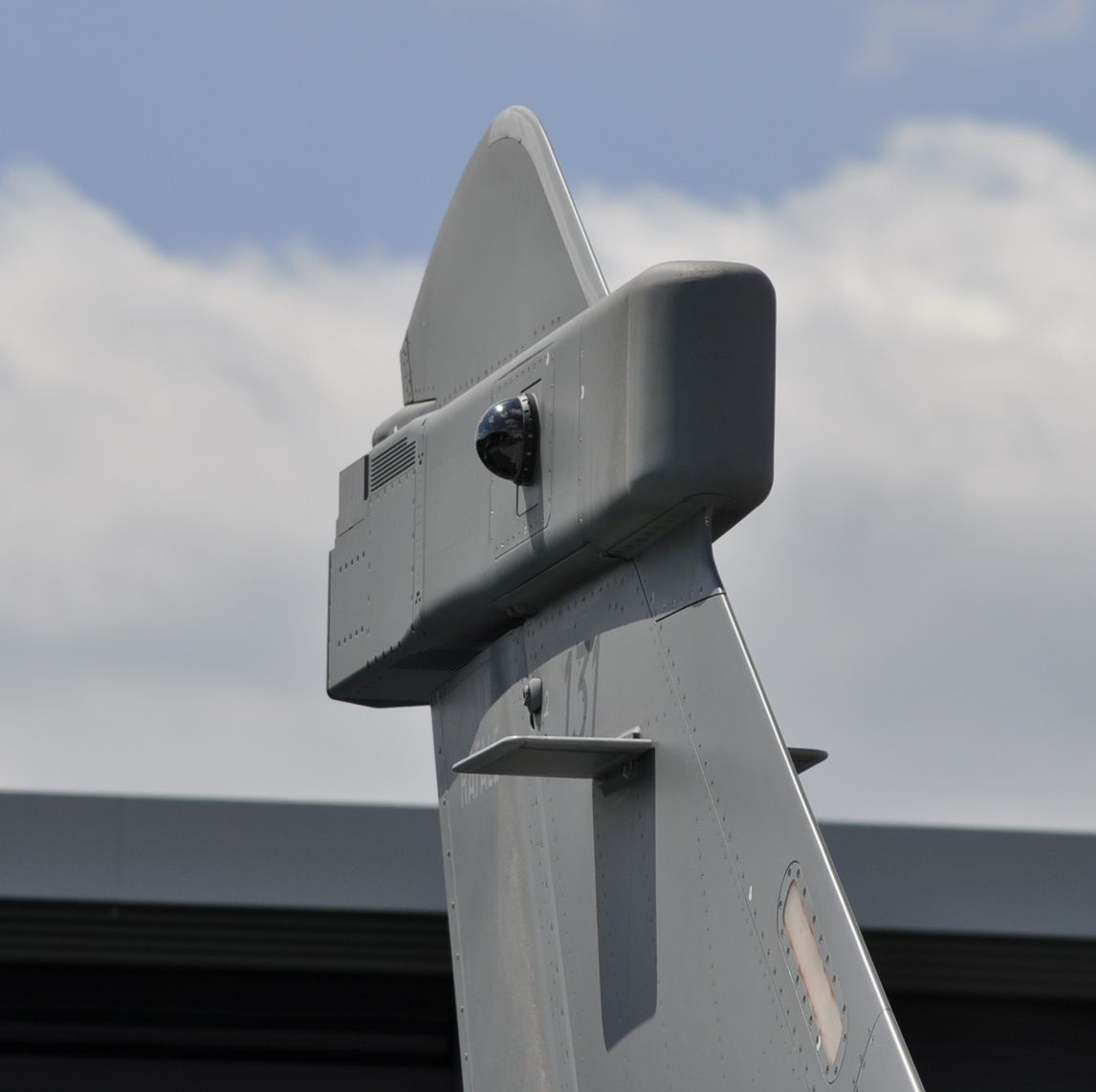
Детектор пуска ракет на истребителе Rafale

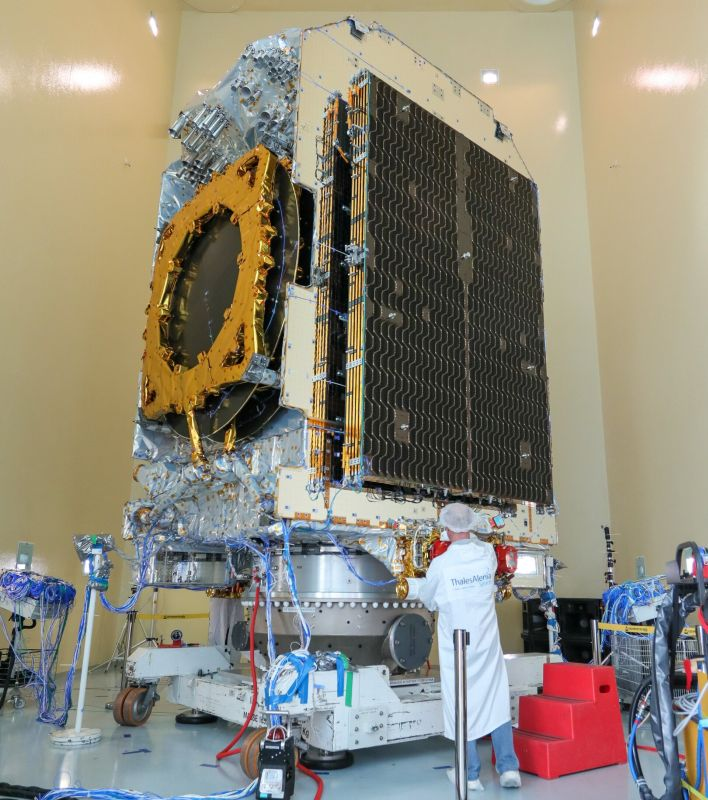
Сборка спутника на предприятии Thales Alenia Space

- Компания Thales базируется в Курбевуа (пригород Парижа) и насчитывает более 81 тыс. сотрудников[56]. Она производит электронику для авиации, флота и бронетехники, в том числе системы связи[57], системы обнаружения целей (радары и сонары), системы наблюдения, наведения и прицеливания (тепловизоры и устройства лазерной подсветки целей), системы управления огнём, системы радиоэлектронной борьбы и системы кибербезопасности. Среди наиболее популярной продукции — контрбатарейные радары COBRA, радары ПВО Arabel[фр.], Ground Master 400[фр.], Ground Master 200 Multi Mission[фр.] и Ground Master 200[фр.], корабельные радары Sea Fire 500[фр.].
  - Компания Thales SIX GTS France[фр.] (подразделение Thales со штаб-квартирой в Женвилье) на заводах в Брив-ла-Гайарде, Лавале, Шоле, Тулузе, Велизи-Виллакубле[фр.] и Женвилье производит защищённые системы связи и хранения данных, системы безопасности военных объектов, акустические и телевизионные системы, системы кибербезопасности, в том числе радары и радиостанции[58].
  - Компания Thales AVS France[фр.] (подразделение Thales со штаб-квартирой в Сен-Дени) на заводах в Велизи-Виллакубле[фр.], Тонон-ле-Бене, Муаране и Мериньяке производит лампы бегущей волны, которые используются в спутниках, радарах и системах самонаведения ракет, а также магнетроны и другие источники микроволнового излучения для ядерных программ, рентгеновские генераторные трубки[59].
  - Компания Thales Optronics[англ.] (подразделение Thales со штаб-квартирой в Париже) производит оптоэлектронику, включая инфракрасные бортовые системы слежения.
  - Компания ThalesRaytheonSystems[англ.] или TRS (совместное предприятие Thales и RTX Corporation со штаб-квартирой в Масси[фр.]) производит и обслуживает радары, системы управления, связи и разведки для боевой авиации и противоракетной обороны.
- Компания Safran (включая дочернюю компанию Safran Electronics & Defense) производит электронику, оптоэлектронику и программное обеспечение для авиации, спутников, флота и сухопутных сил, в том числе средства навигации, наблюдения и связи, биометрическое оборудование и микроэлектронику. Промышленные предприятия Safran Electronics & Defense расположены в Монлюсоне, Фужере, Сен-Бенуа[фр.], Дижоне, Осере, Ла-Курнёве, Безансоне и Мант-ла-Виле[фр.]; исследовательские центры — в Масси[фр.], Эраньи и Валансе.
  - Компания Safran Electrical & Power[фр.] (штаб-квартира в Бланьяке) на заводах в Вильмюр-сюр-Тарне, Виши, Аяччо, Ньоре, Шату, Мерю, Конфлан-Сент-Онорине, Рео[фр.], Мериньяке, Кретее и Витроле производит электропроводку для авиации, ракет и спутников.
  - Компания Safran Engineering Services[фр.] (подразделение Safran Electrical & Power со штаб-квартирой в Бланьяке) на заводах в Бланьяке, Мериньяке, Витроле, Борде, Гонфревиль-л’Орше, Муасси-Крамайеле и Маньи-ле-Амо[фр.] производит электрические и механические системы, микроэлектронику и другие комплектующие, а также программное обеспечение для авиационной и космической техники.
  - Компания Safran Data Systems (подразделение Safran Electronics & Defense со штаб-квартирой в Лез-Юлисе) на заводах в Коломбеле, Лез-Юлисе и Ла-Тест-де-Бюше производит навигационные системы, системы управления информацией, бортовые и наземные системы сбора и анализа данных, системы спутникового зондирования и мониторинга, системы спутниковой связи и телеметрические системы[60].
  - Компания Safran Reosc[фр.] (подразделение Safran Electronics & Defense со штаб-квартирой в Сен-Пьер-дю-Перре[фр.]) производит оптику для авиации, спутников и лазеров.
  - Компания Syrlinks[фр.] (подразделение Safran Electronics & Defense со штаб-квартирой в Сесон-Севинье) производит системы радиосвязи и геолокации для космических аппаратов, спутников и авиатехники, включая истребители и разведывательные дроны, а также для бронетехники.
- Компания Lynred[фр.] (совместное предприятие Safran и Thales со штаб-квартирой в Палезо) на заводе в Вёре-Воруазе производит инфракрасные датчики для оборонного и аэрокосмического секторов, в том числе микроболометры для тепловизоров, датчики для ракет, спутников и систем безопасности.
- Компания Matra Électronique[фр.] (подразделение MBDA со штаб-квартирой в Венетте[фр.]) на заводе в Лакруа-Сент-Уане производит электронные компоненты для ракетной, космической и авиационной промышленности, в том числе микросхемы для военных спутников.
- Компания CILAS[фр.] (совместное предприятие  MBDA и Safran Electronics & Defense со штаб-квартирой в Орлеане) производит оптоэлектронные и лазерные системы для флота, авиации и бронетехники, в том числе антидроновые лазерные пушки HELMA-P[фр.], лазерные дальномеры, лазерные целеуказатели для снайперов и наведения управляемых ракет, оптические усилители для телекоммуникаций[15].
- Компания KNDS France на заводе в Тулузе производит системы управления боем, энергетическое оборудование, электронные компоненты для бронетехники и авиации.
- Компания Dassault Aviation производит наземные телеметрические системы для авиации и ракет.
- Компания Naval Group производит навигационное оборудование, модули разведки и наблюдения PSIM, системы кибербезопасности кораблей[61].
- Компания Airbus Defence and Space на заводах в Тулузе, Эланкуре[фр.] и Велизи-Виллакубле[фр.] производит средства связи и другую электронику для спутников, ракет и авиации.
- Компания CS Group[фр.] (штаб-квартира в Ле-Плесси-Робинсоне) разрабатывает системы связи, наблюдения, оперативного управления и кибербезопасности для оборонного сектора[62].
- Компания Hemeria[фр.] (штаб-квартира в Тулузе) производит комплектующие к военным радарам, оптическим системам и электронным системам подводных лодок и самолётов.
- Компания Nexeya[фр.] (подразделение немецкой группы Hensoldt со штаб-квартирой в Тулузе) производит электронные комплектующие, механические узлы и навигационные системы для авиатехники и флота, системы кибербезопасности и защищённой связи.
- Компания Exail[фр.] (подразделение Groupe Gorgé[фр.]) на заводе в Сен-Жермен-ан-Ле производит инерциальные навигационные системы[63], гиростабилизаторы, гироскопы, гирокомпасы, сонары, радары и другое оборудование для флота и спутников, а также учебные симуляторы для флота, авиации и сухопутных сил, наземные роботизированные телеуправляемые системы, подводные цифровые камеры.
- Компания Metravib Defence[фр.] (подразделение группы ACOEM со штаб-квартирой в Лимоне) производит акустические датчики, в том числе локаторы выстрела для защиты солдат и бронетехники (включая звукометрические станции Pilar V для определения координат скрытых огневых позиций)[64].
- Компания Souriau[фр.] (подразделение Eaton Corporation со штаб-квартирой в Версале) производит электропроводку и разъёмы для авиатехники, спутников и военных систем связи.
- Компания Exavision (штаб-квартира в Мийо) производит оптическое оборудование, в том числе системы прицеливания и наведения, камеры и стробоскопические прожекторы для военных судов[65].

Крупными поставщиками полупроводниковых комплектующих для французских оборонных компаний являются STMicroelectronics, Soitec, Altis Semiconductor и 3SP Technologies.

## Производство стрелкового оружия

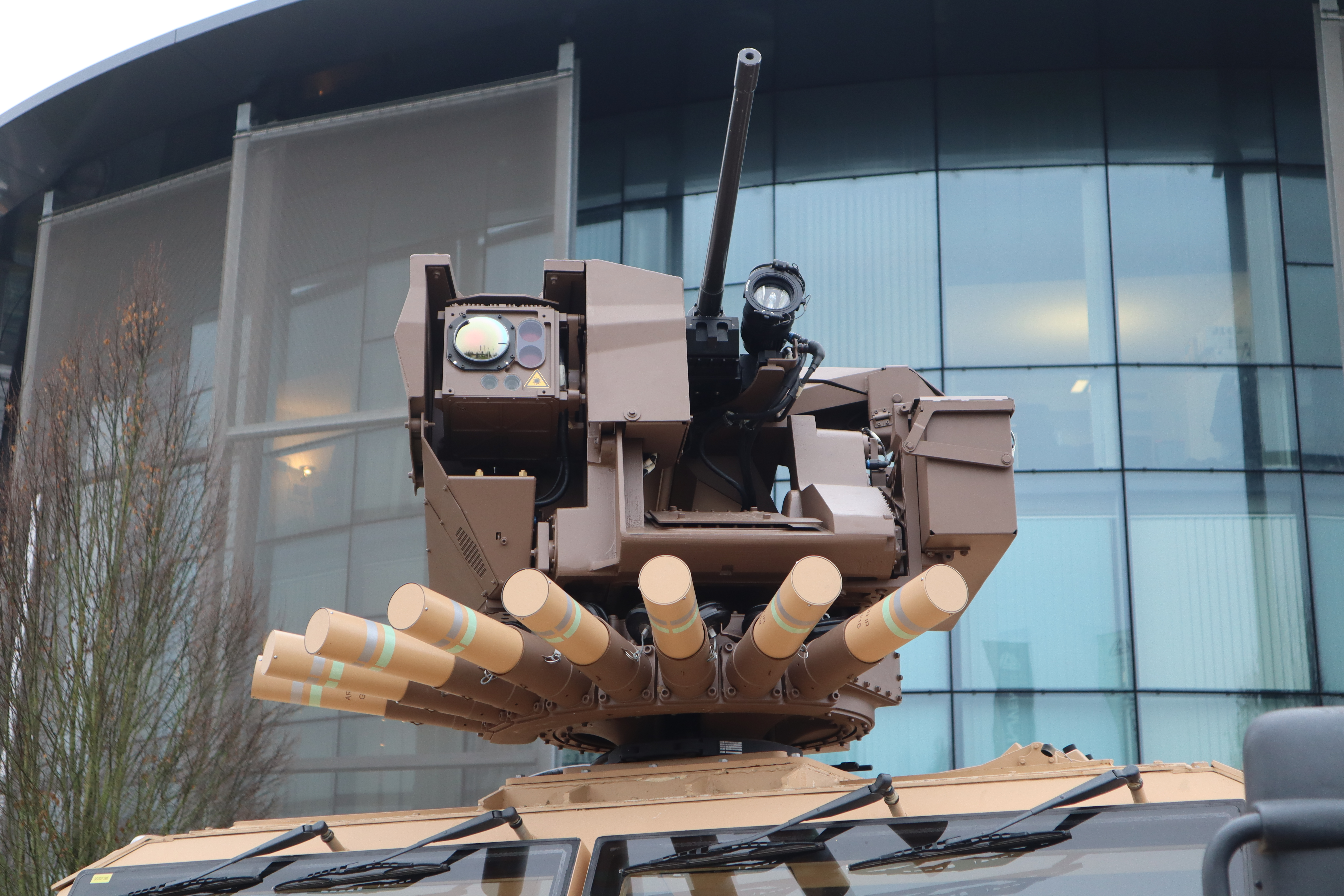
Турель Hornet T1

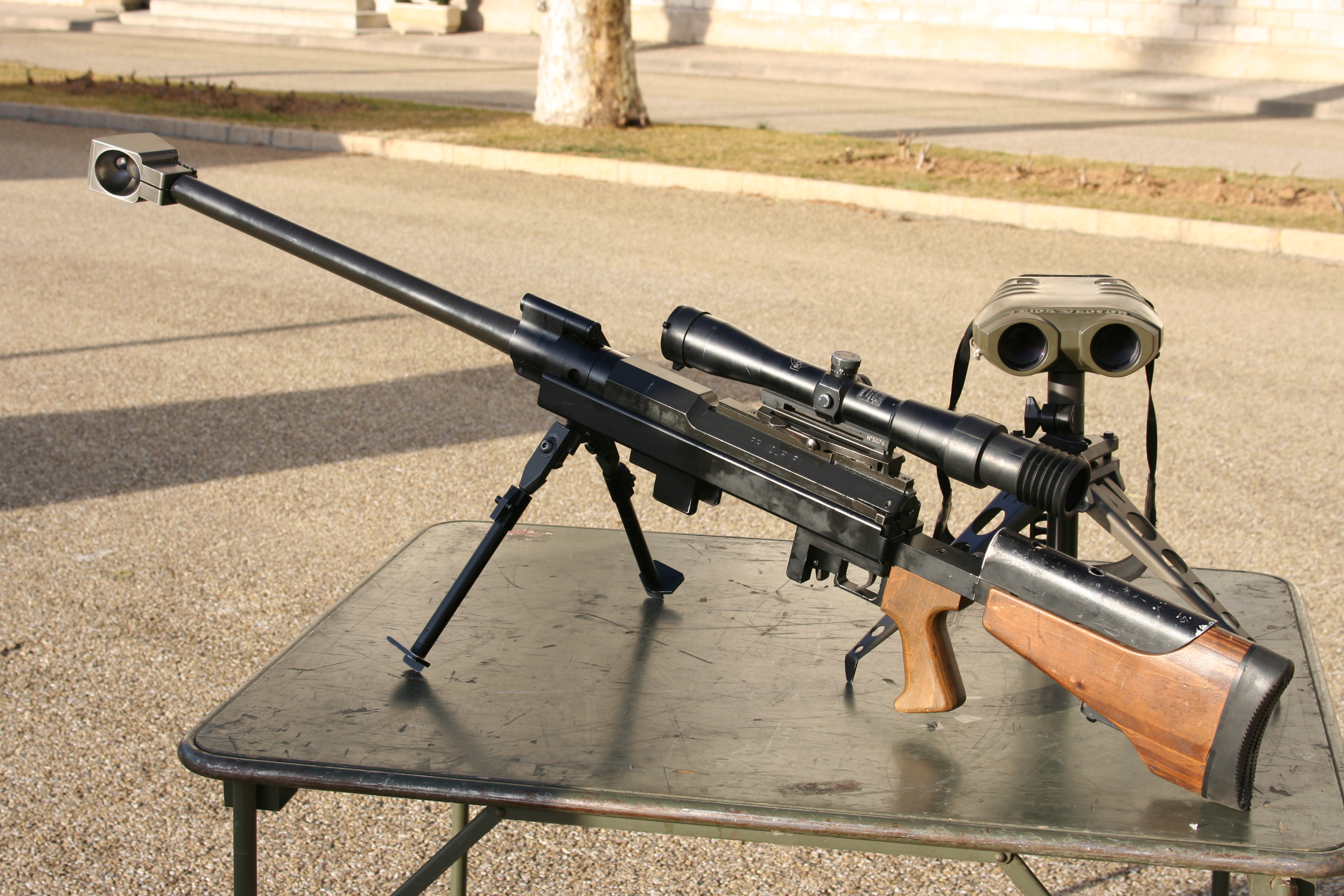
Винтовка PGM Hécate

- Компания KNDS France производит автоматические турели, противотанковые гранатомёты, автоматы FAMAS и снайперские винтовки FR-F2.
- Компания Verney-Carron (штаб-квартира в Сент-Этьене) производит штурмовые и снайперские винтовки, пистолеты-пулемёты и подствольные гранатомёты[66].
- Компания Chapuis Armes[фр.] (подразделение итальянской группы Beretta со штаб-квартирой в Сен-Бонне-ле-Шато[фр.]) производит винтовки и револьверы.
- Компания PGM Précision[фр.] (подразделение Groupe Teissier со штаб-квартирой в Пуази[фр.]) производит снайперские винтовки PGM Hecate II, PGM 338, PGM Ultima Ratio и Ludis, а также оружейные сошки, оптические прицелы, глушители и системы защиты для снайперов.
- Компания Arquus производит автоматические турели Hornet для бронетехники.

## Производство боеприпасов

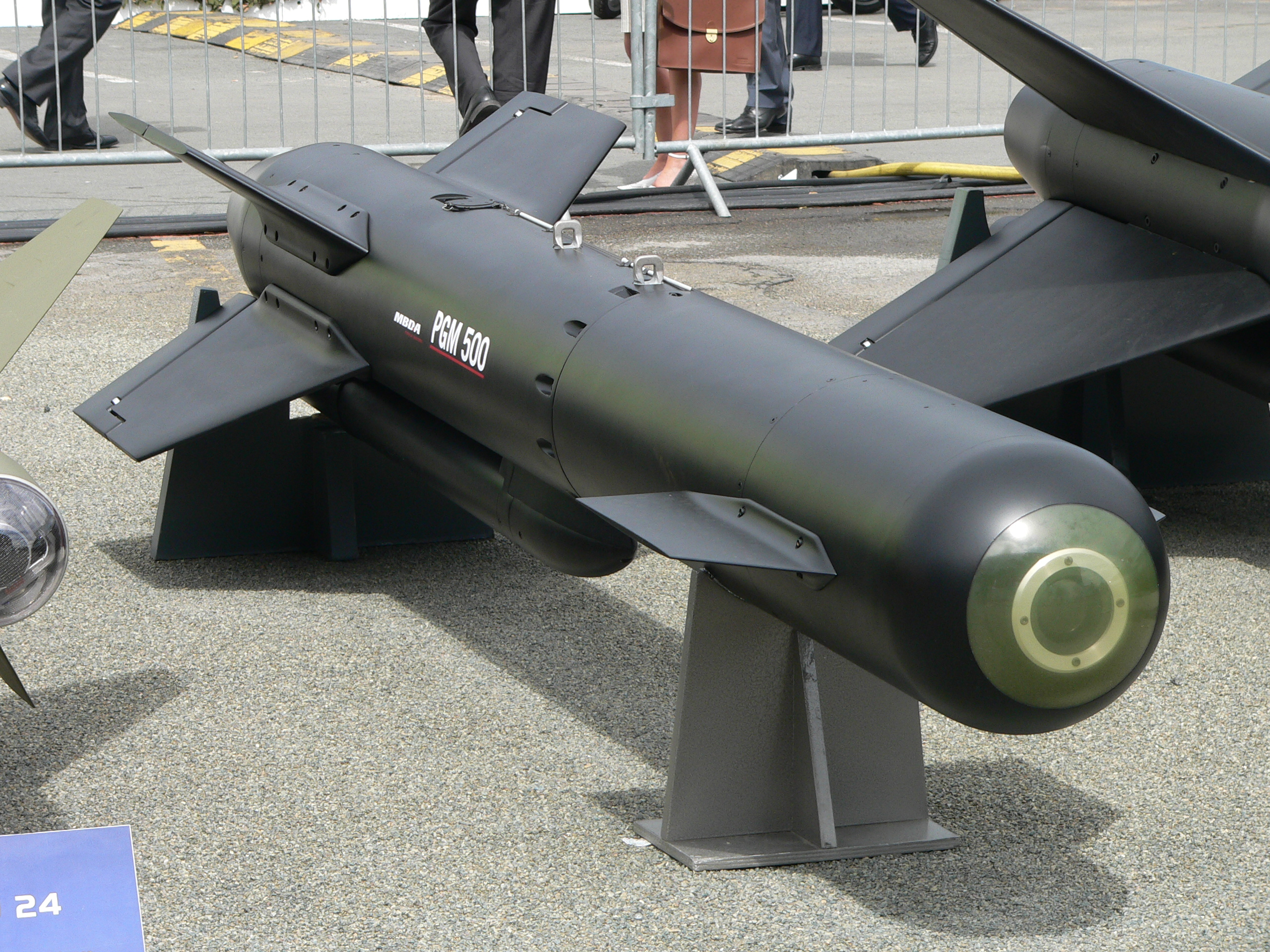
Управляемая авиабомба PGM 500

- Компания KNDS France на заводах в Бурже, Ла-Шапель-Сент-Юрсене и Тарбе производит снаряды для гаубиц и танков (в том числе кассетные снаряды BONUS и танковые снаряды SHARD), телескопические боеприпасы, реактивные противотанковые гранаты APILAS, ручные гранаты, а также пиротехнические компоненты для ракет, торпед и снарядов[67].
- Компания Eurenco[англ.] (штаб-квартира в Сорге) на заводах в Сорге и Бержераке производит взрывчатые вещества для снарядов и ракетное топливо.
- Компания MBDA производит управляемые авиабомбы и реактивные снаряды; на заводе в Ле-Сюдре занимается демонтажом боеприпасов.
- Компания Safran Electronics & Defense производит управляемые авиабомбы.
- Компания ARESIA (штаб-квартира в Вильнёв-ла-Гаренн[фр.]) производит управляемые авиабомбы.
- Компания Thales Land and Air Systems[фр.] на заводе в Ла-Ферте-Сент-Обене[фр.] производит противотанковые мины HPD, миномётные боеприпасы и ракеты с лазерным наведением.
- Компания Naval Group на заводе в Гасене производит торпеды.
- Компания EuroTorp (совместное предприятие Leonardo, Naval Group и Thales со штаб-квартирой в Валлорисе) производит торпеды MU-90[68].
- Компания Alsetex[фр.] (штаб-квартира в Пресинье[фр.]) производит осколочные гранаты, дымовые гранаты со слезоточивым газом, шумовые и световые гранаты, сигнальные ракеты, дымовые завесы, резиновые пули и полицейские гранатомёты.

## Производство военного снаряжения

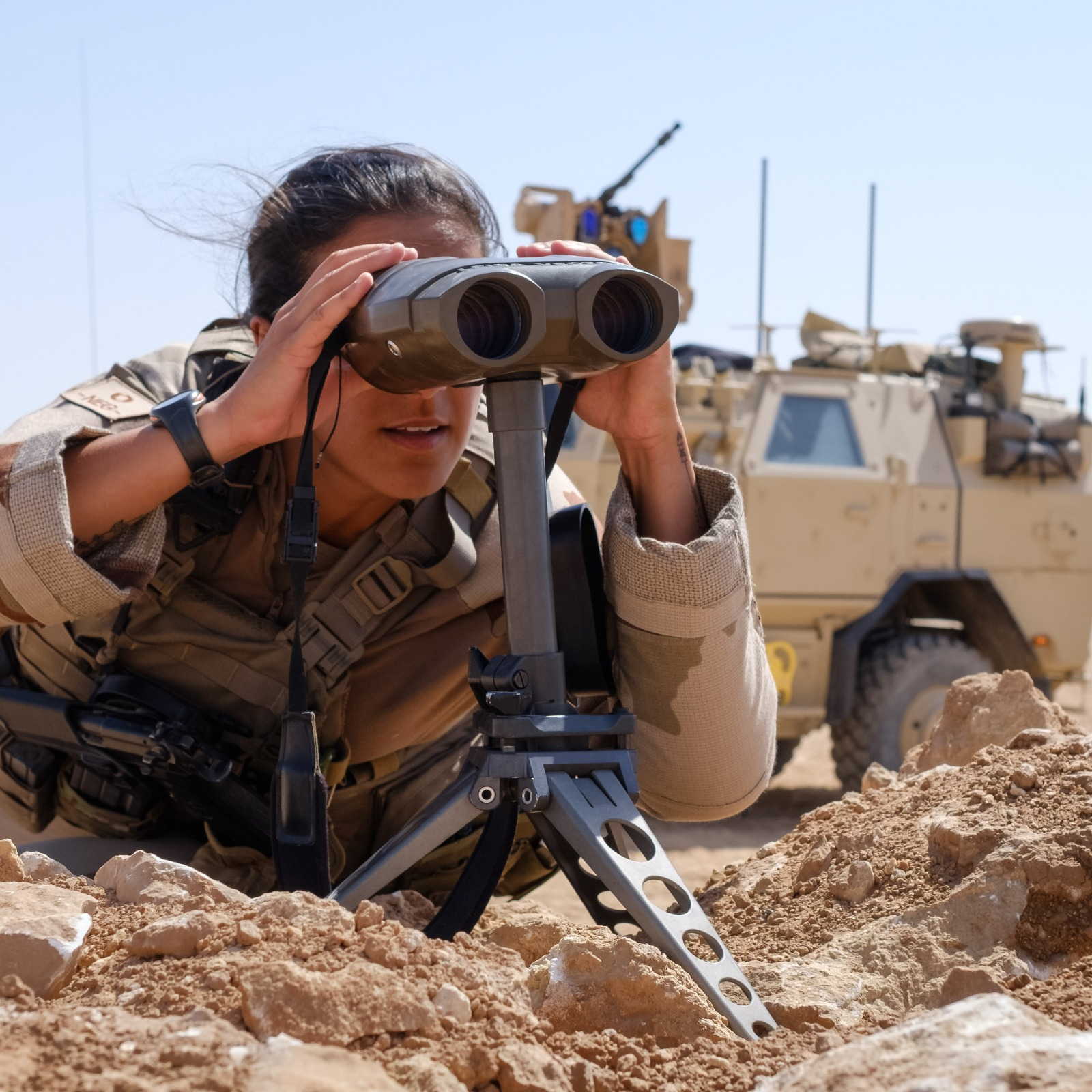
Бинокль Safran Vectronix

- Компания Safran Electronics & Defense производит оптические приборы (включая оптические прицелы, приборы ночного видения и тепловизоры), устройства для обнаружения взрывчатых веществ и другое военное снаряжение.
  - Компания Safran Vectronix (подразделение Safran Electronics & Defense) производит бинокли и дальномеры.
- Компания KNDS France производит оптические приборы, учебные тренажёры и симуляторы, средства химической, биологической и радиационной защиты.
  - Компания Optsys[фр.] (подразделение KNDS France со штаб-квартирой в Версале) на заводе в Сент-Этьене производит оптические приборы дневного и ночного видения для бронетехники, в том числе системы обзора, а также оптические прицелы и защитные очки.
- Компания Thales (включая дочернее подразделение Thales Angénieux[фр.]) производит бинокли ночного видения.
- Компания CGF Gallet (Шатийон-сюр-Шаларон) производит шлемы и бронежилеты[69].
- Компания Ares Protection (Примарет) производит композитные материалы для баллистической защиты, в том числе бронеплиты для жилетов, шлемы, щитки и защиту для транспортных средств.
- Компания Lacroix Défense[фр.] (Мазер) производит системы пассивной защиты для бронетехники (включая устройства по постановке дымовых завес и инфракрасных помех), флота (ложные цели для защиты судов) и авиации, а также сигнальные и осветительные системы для сухопутных сил, тренажёры и симуляторы для сухопутных и воздушно-десантных сил.

## Научные исследования

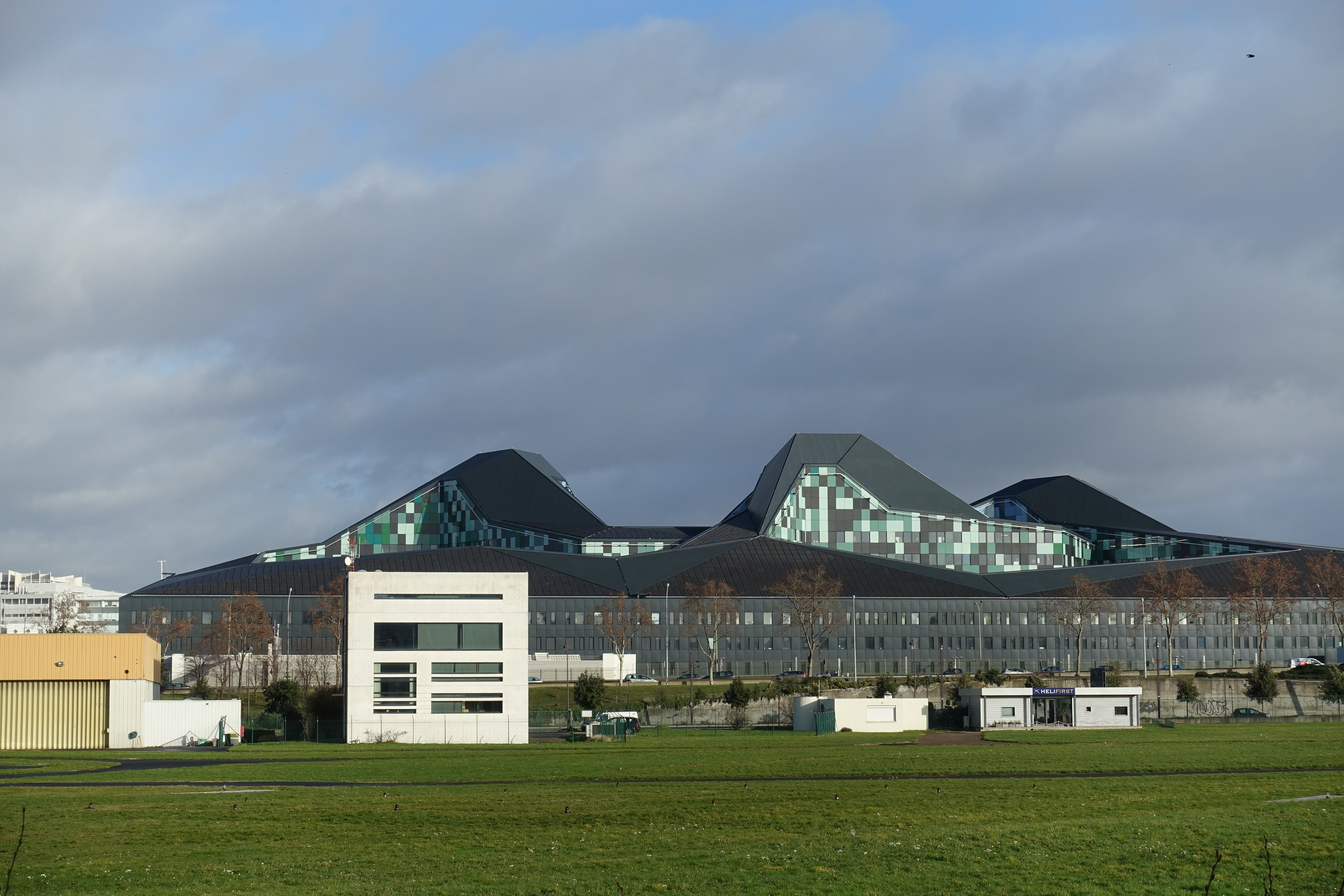
Комплекс Министерства обороны Франции в XV округе Парижа

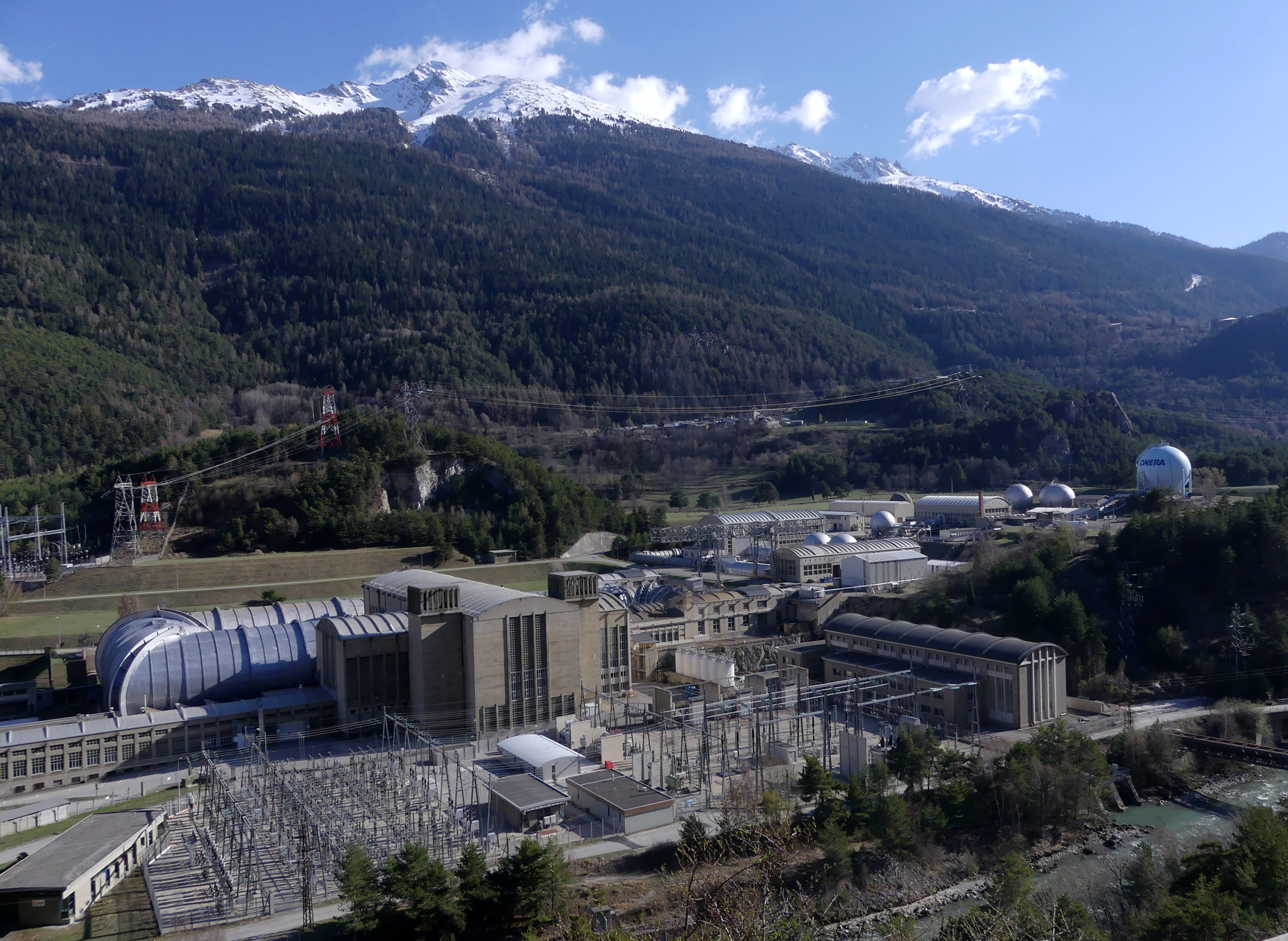
Кампус ONERA в Модане

В 2022 году Франция выделила на военные НИОКР 7,1 млрд евро (для сравнения, в 2018 году — 4,67 млрд евро, рост составил 33,8 %). Доля финансирования военных НИОКР в госбюджете 2022 года составила 1,37 %, а в бюджете министерства обороны 2022 года — 14,3 %. Среди ключевых направлений прикладных исследований — авиация и ракеты (26 %), робототехника и искусственный интеллект (24 %), стратегические ядерные силы (20 %), традиционные средства разведки и обработки информации (10 %), космическая разведка и средства связи (8 %), сухопутные силы, радиационная, химическая и биологическая защита, военная медицина (7 %), военно-морские силы (4 %).
- CEA (кампусы в Сакле[фр.] и Бордо) — исследования в области ядерного и лазерного оружия, ядерных реакторов для подводных лодок, микросхем[71].
- ISL (кампус в Сен-Луи) — исследования в области взрывчатых веществ, ракетных и лазерных технологий, аэродинамики, электромагнетизма, новых материалов (в том числе керамических и металлических), микроэлектроники, оптоэлектроники и акустики[72][73].
- ONERA (кампусы в Палезо, Шатийоне, Мёдоне, Лилле, Тулузе, Мозаке, Салон-де-Провансе и Модане) — исследования в области аэродинамики, авиации, ракет, спутников, беспилотных летательных аппаратов, композитных материалов, авиационного и ракетного топлива[74].

Другими важными исследовательскими центрами являются:
- STCN[фр.] (Париж) — исследования в области военного судостроения.
- Mistral AI[фр.] (Париж) — исследования в области искусственного интеллекта.
- Vivoka[фр.] (Мец) — исследования в области искусственного интеллекта.